# Gruppspelet i Uefa Champions League 2015/2016
Gruppspelet i Uefa Champions League 2015/2016 spelas från den 15 september till den 9 december 2015, totalt 32 lag tävlar i gruppspelet.

## Lag
| Lag                    | Koeff.  |
| ---------------------- | ------- |
| Barcelona (RM)         | 164,999 |
| Chelsea                | 142,078 |
| Bayern München         | 154,883 |
| Juventus               | 95,102  |
| Benfica                | 118,276 |
| Paris Saint-Germain    | 100,483 |
| Zenit Sankt Petersburg | 90,099  |
| PSV Eindhoven          | 58,195  |

| Lag               | Koeff.  |
| ----------------- | ------- |
| Real Madrid       | 171,999 |
| Atlético Madrid   | 120,999 |
| Porto             | 111,276 |
| Arsenal           | 110,078 |
| Manchester United | 103,078 |
| Valencia          | 99,999  |
| Bayer Leverkusen  | 87,883  |
| Manchester City   | 87,078  |

| Lag              | Koeff. |
| ---------------- | ------ |
| Sjachtar Donetsk | 86,033 |
| Sevilla          | 80,499 |
| Olympique Lyon   | 72,983 |
| Dynamo Kiev      | 65,033 |
| Olympiakos       | 62,380 |
| CSKA Moskva      | 55,599 |
| Galatasaray      | 50,020 |
| Roma             | 43,602 |

| Lag                      | Koeff. |
| ------------------------ | ------ |
| BATE Borisiov            | 35,883 |
| Borussia Mönchengladbach | 33,883 |
| Wolfsburg                | 31,883 |
| Dinamo Zagreb            | 24,700 |
| Maccabi Tel Aviv         | 18,200 |
| Gent                     | 13,440 |
| Malmö FF                 | 12,545 |
| Astana                   | 3,825  |

## Resultat
Matchdagar är 15–16 september, 29–30 september, 20–21 oktober, 3–4 november, 24–25 november samt 8–9 december 2015. Avsparkstid är 20:45 CEST/CET, med undantag för matcher i Ryssland, Vitryssland och Kazakstan. Matchdag 5 i Vitryssland och Ryssland, samt matchdag 2 i Kazakstan är 18:00 CEST/CET, matchdag 4 och 5 i Kazakstan är 16:00 CEST/CET. Matcher fram till 24 oktober 2015 (matchdagar 1–3) är CEST (UTC+2) och därefter (matchdagar 4–6) är CET (UTC+1).

### Grupp A
I grupp A spelade fyra klubblag från fyra nationer: Malmö FF från Malmö i Sverige, Paris Saint-Germain från Paris i Frankrike, Real Madrid från Madrid i Spanien samt Sjachtar Donetsk från Donetsk i Ukraina.
Malmö FF spelade sina hemmamatcher på Swedbank Stadion under namnet Malmö New Stadium på grund av sponsorskäl (21 000 åskådare). Paris Saint-Germain spelade sina hemmamatcher på Parc des Princes (48 712 åskådare). Real Madrid spelade sina hemmamatcher på Santiago Bernabéu-stadion (81 044 åskådare). Sjachtar Donetsk spelade vanligtvis på Donbass Arena i Donetsk, som ligger i östra Ukraina. På grund av Konflikten i östra Ukraina (proryska upproret i Ukraina) spelar man sina matcher på Arena Lviv i Lviv (34 915 åskådare), som ligger i västra Ukraina.
|             | 15 september 2015 | Paris Saint-Germain                  | 2 – 0           | Malmö FF | Parc des Princes                                                  |                                                                   |
| 20:45 UTC+2 | 20:45 UTC+2       | Ángel Di María 4′ Edinson Cavani 61′ | (1 – 0) Rapport |          | Paris, Frankrike Publik: 46 612 Domare: Sergei Karasev (Ryssland) | Paris, Frankrike Publik: 46 612 Domare: Sergei Karasev (Ryssland) |
| 20:45 UTC+2 | 20:45 UTC+2       |                                      |                 |          | Paris, Frankrike Publik: 46 612 Domare: Sergei Karasev (Ryssland) | Paris, Frankrike Publik: 46 612 Domare: Sergei Karasev (Ryssland) |
| 20:45 UTC+2 | 20:45 UTC+2       |                                      |                 |          | Paris, Frankrike Publik: 46 612 Domare: Sergei Karasev (Ryssland) | Paris, Frankrike Publik: 46 612 Domare: Sergei Karasev (Ryssland) |

|             | 15 september 2015 | Real Madrid                                                     | 4 – 0           | Sjachtar Donetsk | Santiago Bernabéu                                            |                                                              |
| 20:45 UTC+2 | 20:45 UTC+2       | Karim Benzema 30′ Cristiano Ronaldo 55′ (str.), 63′ (str.), 81′ | (1 – 0) Rapport |                  | Madrid, Spanien Publik: 66 389 Domare: Ivan Bebek (Kroatien) | Madrid, Spanien Publik: 66 389 Domare: Ivan Bebek (Kroatien) |
| 20:45 UTC+2 | 20:45 UTC+2       |                                                                 |                 |                  | Madrid, Spanien Publik: 66 389 Domare: Ivan Bebek (Kroatien) | Madrid, Spanien Publik: 66 389 Domare: Ivan Bebek (Kroatien) |
| 20:45 UTC+2 | 20:45 UTC+2       |                                                                 |                 |                  | Madrid, Spanien Publik: 66 389 Domare: Ivan Bebek (Kroatien) | Madrid, Spanien Publik: 66 389 Domare: Ivan Bebek (Kroatien) |

|             | 30 september 2015 | Sjachtar Donetsk | 0 – 3           | Paris Saint-Germain                                   | Arena Lviv                                                    |                                                               |
| 20:45 UTC+2 | 20:45 UTC+2       |                  | (0 – 2) Rapport | Serge Aurier 7′ David Luiz 23′ Darijo Srna 90′ (sjm.) | Lviv, Ukraina Publik: 32 730 Domare: Deniz Aytekin (Tyskland) | Lviv, Ukraina Publik: 32 730 Domare: Deniz Aytekin (Tyskland) |
| 20:45 UTC+2 | 20:45 UTC+2       |                  |                 |                                                       | Lviv, Ukraina Publik: 32 730 Domare: Deniz Aytekin (Tyskland) | Lviv, Ukraina Publik: 32 730 Domare: Deniz Aytekin (Tyskland) |
| 20:45 UTC+2 | 20:45 UTC+2       |                  |                 |                                                       | Lviv, Ukraina Publik: 32 730 Domare: Deniz Aytekin (Tyskland) | Lviv, Ukraina Publik: 32 730 Domare: Deniz Aytekin (Tyskland) |

|             | 30 september 2015 | Malmö FF | 0 – 2           | Real Madrid                | Swedbank Stadion                                             |                                                              |
| 20:45 UTC+2 | 20:45 UTC+2       |          | (0 – 1) Rapport | Cristiano Ronaldo 29′, 90′ | Malmö, Sverige Publik: 20 500 Domare: Cüneyt Çakır (Turkiet) | Malmö, Sverige Publik: 20 500 Domare: Cüneyt Çakır (Turkiet) |
| 20:45 UTC+2 | 20:45 UTC+2       |          |                 |                            | Malmö, Sverige Publik: 20 500 Domare: Cüneyt Çakır (Turkiet) | Malmö, Sverige Publik: 20 500 Domare: Cüneyt Çakır (Turkiet) |
| 20:45 UTC+2 | 20:45 UTC+2       |          |                 |                            | Malmö, Sverige Publik: 20 500 Domare: Cüneyt Çakır (Turkiet) | Malmö, Sverige Publik: 20 500 Domare: Cüneyt Çakır (Turkiet) |

|             | 21 oktober 2015 | Malmö FF             | 1 – 0           | Sjachtar Donetsk | Swedbank Stadion                                                         |                                                                          |
| 20:45 UTC+2 | 20:45 UTC+2     | Markus Rosenberg 17′ | (1 – 0) Rapport |                  | Malmö, Sverige Publik: 20 500 Domare: Anastasios Sidiropoulos (Grekland) | Malmö, Sverige Publik: 20 500 Domare: Anastasios Sidiropoulos (Grekland) |
| 20:45 UTC+2 | 20:45 UTC+2     |                      |                 |                  | Malmö, Sverige Publik: 20 500 Domare: Anastasios Sidiropoulos (Grekland) | Malmö, Sverige Publik: 20 500 Domare: Anastasios Sidiropoulos (Grekland) |
| 20:45 UTC+2 | 20:45 UTC+2     |                      |                 |                  | Malmö, Sverige Publik: 20 500 Domare: Anastasios Sidiropoulos (Grekland) | Malmö, Sverige Publik: 20 500 Domare: Anastasios Sidiropoulos (Grekland) |

|             | 21 oktober 2015 | Paris Saint-Germain | 0 – 0   | Real Madrid | Parc des Princes                                                 |                                                                  |
| 20:45 UTC+2 | 20:45 UTC+2     |                     | Rapport |             | Paris, Frankrike Publik: 46 858 Domare: Nicola Rizzoli (Italien) | Paris, Frankrike Publik: 46 858 Domare: Nicola Rizzoli (Italien) |
| 20:45 UTC+2 | 20:45 UTC+2     |                     |         |             | Paris, Frankrike Publik: 46 858 Domare: Nicola Rizzoli (Italien) | Paris, Frankrike Publik: 46 858 Domare: Nicola Rizzoli (Italien) |
| 20:45 UTC+2 | 20:45 UTC+2     |                     |         |             | Paris, Frankrike Publik: 46 858 Domare: Nicola Rizzoli (Italien) | Paris, Frankrike Publik: 46 858 Domare: Nicola Rizzoli (Italien) |

|             | 3 november 2015 | Sjachtar Donetsk                                                           | 4 – 0           | Malmö FF | Arena Lviv                                                     |                                                                |
| 20:45 UTC+1 | 20:45 UTC+1     | Oleksandr Gladkiy 29′ Darijo Srna 48′ (str.) Eduardo 55′ Alex Teixeira 73′ | (1 – 0) Rapport |          | Lviv, Ukraina Publik: 23 712 Domare: Ovidiu Haţegan (Rumänien) | Lviv, Ukraina Publik: 23 712 Domare: Ovidiu Haţegan (Rumänien) |
| 20:45 UTC+1 | 20:45 UTC+1     |                                                                            |                 |          | Lviv, Ukraina Publik: 23 712 Domare: Ovidiu Haţegan (Rumänien) | Lviv, Ukraina Publik: 23 712 Domare: Ovidiu Haţegan (Rumänien) |
| 20:45 UTC+1 | 20:45 UTC+1     |                                                                            |                 |          | Lviv, Ukraina Publik: 23 712 Domare: Ovidiu Haţegan (Rumänien) | Lviv, Ukraina Publik: 23 712 Domare: Ovidiu Haţegan (Rumänien) |

|             | 3 november 2015 | Real Madrid | 1 – 0           | Paris Saint-Germain | Santiago Bernabéu                                                 |                                                                   |
| 20:45 UTC+1 | 20:45 UTC+1     | Nacho 35′   | (1 – 0) Rapport |                     | Madrid, Spanien Publik: 78 300 Domare: Mark Clattenburg (England) | Madrid, Spanien Publik: 78 300 Domare: Mark Clattenburg (England) |
| 20:45 UTC+1 | 20:45 UTC+1     |             |                 |                     | Madrid, Spanien Publik: 78 300 Domare: Mark Clattenburg (England) | Madrid, Spanien Publik: 78 300 Domare: Mark Clattenburg (England) |
| 20:45 UTC+1 | 20:45 UTC+1     |             |                 |                     | Madrid, Spanien Publik: 78 300 Domare: Mark Clattenburg (England) | Madrid, Spanien Publik: 78 300 Domare: Mark Clattenburg (England) |

|             | 25 november 2015 | Malmö FF | 0 – 5           | Paris Saint-Germain                                                             | Swedbank Stadion                                                |                                                                 |
| 20:45 UTC+1 | 20:45 UTC+1      |          | (0 – 2) Rapport | Adrien Rabiot 3′ Ángel Di María 14′, 68′ Zlatan Ibrahimović 50′ Lucas Moura 82′ | Malmö, Sverige Publik: 20 500 Domare: Willie Collum (Skottland) | Malmö, Sverige Publik: 20 500 Domare: Willie Collum (Skottland) |
| 20:45 UTC+1 | 20:45 UTC+1      |          |                 |                                                                                 | Malmö, Sverige Publik: 20 500 Domare: Willie Collum (Skottland) | Malmö, Sverige Publik: 20 500 Domare: Willie Collum (Skottland) |
| 20:45 UTC+1 | 20:45 UTC+1      |          |                 |                                                                                 | Malmö, Sverige Publik: 20 500 Domare: Willie Collum (Skottland) | Malmö, Sverige Publik: 20 500 Domare: Willie Collum (Skottland) |

|             | 25 november 2015 | Sjachtar Donetsk                           | 3 – 4           | Real Madrid                                                  | Arena Lviv                                                       |                                                                  |
| 20:45 UTC+1 | 20:45 UTC+1      | Alex Teixeira 77′ (str.), 87′ Dentinho 83′ | (0 – 1) Rapport | Cristiano Ronaldo 18′, 70′ Luka Modrić 50′ Dani Carvajal 52′ | Lviv, Ukraina Publik: 33 990 Domare: Bas Nijhuis (Nederländerna) | Lviv, Ukraina Publik: 33 990 Domare: Bas Nijhuis (Nederländerna) |
| 20:45 UTC+1 | 20:45 UTC+1      |                                            |                 |                                                              | Lviv, Ukraina Publik: 33 990 Domare: Bas Nijhuis (Nederländerna) | Lviv, Ukraina Publik: 33 990 Domare: Bas Nijhuis (Nederländerna) |
| 20:45 UTC+1 | 20:45 UTC+1      |                                            |                 |                                                              | Lviv, Ukraina Publik: 33 990 Domare: Bas Nijhuis (Nederländerna) | Lviv, Ukraina Publik: 33 990 Domare: Bas Nijhuis (Nederländerna) |

|             | 8 december 2015 | Paris Saint-Germain                    | 2 – 0           | Sjachtar Donetsk | Parc des Princes                                                 |                                                                  |
| 20:45 UTC+1 | 20:45 UTC+1     | Lucas Moura 57′ Zlatan Ibrahimović 82′ | (0 – 0) Rapport |                  | Paris, Frankrike Publik: 44 408 Domare: Anthony Taylor (England) | Paris, Frankrike Publik: 44 408 Domare: Anthony Taylor (England) |
| 20:45 UTC+1 | 20:45 UTC+1     |                                        |                 |                  | Paris, Frankrike Publik: 44 408 Domare: Anthony Taylor (England) | Paris, Frankrike Publik: 44 408 Domare: Anthony Taylor (England) |
| 20:45 UTC+1 | 20:45 UTC+1     |                                        |                 |                  | Paris, Frankrike Publik: 44 408 Domare: Anthony Taylor (England) | Paris, Frankrike Publik: 44 408 Domare: Anthony Taylor (England) |

|             | 8 december 2015 | Real Madrid                                                                        | 8 – 0           | Malmö FF | Santiago Bernabéu                                               |                                                                 |
| 20:45 UTC+1 | 20:45 UTC+1     | Karim Benzema 12′, 24′, 74′ Cristiano Ronaldo 39′, 47′, 50′, 59′ Mateo Kovačić 70′ | (3 – 0) Rapport |          | Madrid, Spanien Publik: 60 663 Domare: Daniele Orsato (Italien) | Madrid, Spanien Publik: 60 663 Domare: Daniele Orsato (Italien) |
| 20:45 UTC+1 | 20:45 UTC+1     |                                                                                    |                 |          | Madrid, Spanien Publik: 60 663 Domare: Daniele Orsato (Italien) | Madrid, Spanien Publik: 60 663 Domare: Daniele Orsato (Italien) |
| 20:45 UTC+1 | 20:45 UTC+1     |                                                                                    |                 |          | Madrid, Spanien Publik: 60 663 Domare: Daniele Orsato (Italien) | Madrid, Spanien Publik: 60 663 Domare: Daniele Orsato (Italien) |

### Grupp B
I grupp B spelade fyra klubblag från fyra nationer: CSKA Moskva från Moskva i Ryssland, Manchester United från Manchester i England, Storbritannien, PSV Eindhoven från Eindhoven i Nederländerna samt Wolfsburg från Wolfsburg i Tyskland.
CSKA Moskva spelade sina hemmamatcher på Arena Chimki (18 636 åskådare), då laget, sedan flytten från Luzjnikistadion 2010, väntade på att deras nya hemarena, CSKA Moskva-stadion, skulle bli färdigbyggd. Manchester United spelade sina hemmamatcher på Old Trafford (75 635 åskådare). PSV Eindhoven spelade sina hemmamatcher på Philips Stadion (35 000 åskådare) under namnet PSV Stadion på grund av sponsorskäl. Wolfsburg spelade sina hemmamatcher på Volkswagen Arena (30 000 åskådare) under namnet VfL Wolfsburg Arena på grund av sponsorskäl.
|             | 15 september 2015 | Wolfsburg          | 1 – 0           | CSKA Moskva | Volkswagen Arena                                                     |                                                                      |
| 20:45 UTC+2 | 20:45 UTC+2       | Julian Draxler 40′ | (1 – 0) Rapport |             | Wolfsburg, Tyskland Publik: 20 126 Domare: Svein Oddvar Moen (Norge) | Wolfsburg, Tyskland Publik: 20 126 Domare: Svein Oddvar Moen (Norge) |
| 20:45 UTC+2 | 20:45 UTC+2       |                    |                 |             | Wolfsburg, Tyskland Publik: 20 126 Domare: Svein Oddvar Moen (Norge) | Wolfsburg, Tyskland Publik: 20 126 Domare: Svein Oddvar Moen (Norge) |
| 20:45 UTC+2 | 20:45 UTC+2       |                    |                 |             | Wolfsburg, Tyskland Publik: 20 126 Domare: Svein Oddvar Moen (Norge) | Wolfsburg, Tyskland Publik: 20 126 Domare: Svein Oddvar Moen (Norge) |

|             | 15 september 2015 | PSV Eindhoven                            | 2 – 1           | Manchester United | Philips Stadion                                                          |                                                                          |
| 20:45 UTC+2 | 20:45 UTC+2       | Héctor Moreno 45+2′ Luciano Narsingh 57′ | (1 – 1) Rapport | Memphis Depay 41′ | Eindhoven, Nederländerna Publik: 35 292 Domare: Nicola Rizzoli (Italien) | Eindhoven, Nederländerna Publik: 35 292 Domare: Nicola Rizzoli (Italien) |
| 20:45 UTC+2 | 20:45 UTC+2       |                                          |                 |                   | Eindhoven, Nederländerna Publik: 35 292 Domare: Nicola Rizzoli (Italien) | Eindhoven, Nederländerna Publik: 35 292 Domare: Nicola Rizzoli (Italien) |
| 20:45 UTC+2 | 20:45 UTC+2       |                                          |                 |                   | Eindhoven, Nederländerna Publik: 35 292 Domare: Nicola Rizzoli (Italien) | Eindhoven, Nederländerna Publik: 35 292 Domare: Nicola Rizzoli (Italien) |

|             | 30 september 2015 | Manchester United                       | 2 – 1           | Wolfsburg           | Old Trafford                                                      |                                                                   |
| 20:45 UTC+2 | 20:45 UTC+2       | Juan Mata 34′ (str.) Chris Smalling 53′ | (1 – 1) Rapport | Daniel Caligiuri 4′ | Manchester, England Publik: 74 811 Domare: Viktor Kassai (Ungern) | Manchester, England Publik: 74 811 Domare: Viktor Kassai (Ungern) |
| 20:45 UTC+2 | 20:45 UTC+2       |                                         |                 |                     | Manchester, England Publik: 74 811 Domare: Viktor Kassai (Ungern) | Manchester, England Publik: 74 811 Domare: Viktor Kassai (Ungern) |
| 20:45 UTC+2 | 20:45 UTC+2       |                                         |                 |                     | Manchester, England Publik: 74 811 Domare: Viktor Kassai (Ungern) | Manchester, England Publik: 74 811 Domare: Viktor Kassai (Ungern) |

|             | 30 september 2015 | CSKA Moskva                                  | 3 – 2           | PSV Eindhoven             | Arena Chimki                                                     |                                                                  |
| 20:45 UTC+2 | 20:45 UTC+2       | Ahmed Musa 7′ Seydou Doumbia 21′, 36′ (str.) | (3 – 0) Rapport | Maxime Lestienne 60′, 68′ | Chimki, Ryssland Publik: 16 152 Domare: Ruddy Buquet (Frankrike) | Chimki, Ryssland Publik: 16 152 Domare: Ruddy Buquet (Frankrike) |
| 20:45 UTC+2 | 20:45 UTC+2       |                                              |                 |                           | Chimki, Ryssland Publik: 16 152 Domare: Ruddy Buquet (Frankrike) | Chimki, Ryssland Publik: 16 152 Domare: Ruddy Buquet (Frankrike) |
| 20:45 UTC+2 | 20:45 UTC+2       |                                              |                 |                           | Chimki, Ryssland Publik: 16 152 Domare: Ruddy Buquet (Frankrike) | Chimki, Ryssland Publik: 16 152 Domare: Ruddy Buquet (Frankrike) |

|             | 21 oktober 2015 | CSKA Moskva        | 1 – 1           | Manchester United   | Arena Chimki                                                              |                                                                           |
| 20:45 UTC+2 | 20:45 UTC+2     | Seydou Doumbia 15′ | (1 – 0) Rapport | Anthony Marcial 65′ | Chimki, Ryssland Publik: 18 456 Domare: Carlos Velasco Carballo (Spanien) | Chimki, Ryssland Publik: 18 456 Domare: Carlos Velasco Carballo (Spanien) |
| 20:45 UTC+2 | 20:45 UTC+2     |                    |                 |                     | Chimki, Ryssland Publik: 18 456 Domare: Carlos Velasco Carballo (Spanien) | Chimki, Ryssland Publik: 18 456 Domare: Carlos Velasco Carballo (Spanien) |
| 20:45 UTC+2 | 20:45 UTC+2     |                    |                 |                     | Chimki, Ryssland Publik: 18 456 Domare: Carlos Velasco Carballo (Spanien) | Chimki, Ryssland Publik: 18 456 Domare: Carlos Velasco Carballo (Spanien) |

|             | 21 oktober 2015 | Wolfsburg                  | 2 – 0           | PSV Eindhoven | Volkswagen Arena                                                              |                                                                               |
| 20:45 UTC+2 | 20:45 UTC+2     | Bas Dost 46′ Max Kruse 57′ | (0 – 0) Rapport |               | Wolfsburg, Tyskland Publik: 23 375 Domare: Alberto Undiano Mallenco (Spanien) | Wolfsburg, Tyskland Publik: 23 375 Domare: Alberto Undiano Mallenco (Spanien) |
| 20:45 UTC+2 | 20:45 UTC+2     |                            |                 |               | Wolfsburg, Tyskland Publik: 23 375 Domare: Alberto Undiano Mallenco (Spanien) | Wolfsburg, Tyskland Publik: 23 375 Domare: Alberto Undiano Mallenco (Spanien) |
| 20:45 UTC+2 | 20:45 UTC+2     |                            |                 |               | Wolfsburg, Tyskland Publik: 23 375 Domare: Alberto Undiano Mallenco (Spanien) | Wolfsburg, Tyskland Publik: 23 375 Domare: Alberto Undiano Mallenco (Spanien) |

|             | 3 november 2015 | Manchester United | 1 – 0           | CSKA Moskva | Old Trafford                                                        |                                                                     |
| 20:45 UTC+1 | 20:45 UTC+1     | Wayne Rooney 79′  | (0 – 0) Rapport |             | Manchester, England Publik: 75 165 Domare: Szymon Marciniak (Polen) | Manchester, England Publik: 75 165 Domare: Szymon Marciniak (Polen) |
| 20:45 UTC+1 | 20:45 UTC+1     |                   |                 |             | Manchester, England Publik: 75 165 Domare: Szymon Marciniak (Polen) | Manchester, England Publik: 75 165 Domare: Szymon Marciniak (Polen) |
| 20:45 UTC+1 | 20:45 UTC+1     |                   |                 |             | Manchester, England Publik: 75 165 Domare: Szymon Marciniak (Polen) | Manchester, England Publik: 75 165 Domare: Szymon Marciniak (Polen) |

|             | 3 november 2015 | PSV Eindhoven                       | 2 – 0           | Wolfsburg | Philips Stadion                                                          |                                                                          |
| 20:45 UTC+1 | 20:45 UTC+1     | Jürgen Locadia 55′ Luuk de Jong 86′ | (0 – 0) Rapport |           | Eindhoven, Nederländerna Publik: 35 000 Domare: Jonas Eriksson (Sverige) | Eindhoven, Nederländerna Publik: 35 000 Domare: Jonas Eriksson (Sverige) |
| 20:45 UTC+1 | 20:45 UTC+1     |                                     |                 |           | Eindhoven, Nederländerna Publik: 35 000 Domare: Jonas Eriksson (Sverige) | Eindhoven, Nederländerna Publik: 35 000 Domare: Jonas Eriksson (Sverige) |
| 20:45 UTC+1 | 20:45 UTC+1     |                                     |                 |           | Eindhoven, Nederländerna Publik: 35 000 Domare: Jonas Eriksson (Sverige) | Eindhoven, Nederländerna Publik: 35 000 Domare: Jonas Eriksson (Sverige) |

|             | 25 november 2015 | CSKA Moskva | 0 – 2           | Wolfsburg                                    | Arena Chimki                                                      |                                                                   |
| 18:00 UTC+1 | 18:00 UTC+1      |             | (0 – 0) Rapport | Igor Akinfejev 67′ (sjm.) André Schürrle 88′ | Chimki, Ryssland Publik: 16 450 Domare: Gianluca Rocchi (Italien) | Chimki, Ryssland Publik: 16 450 Domare: Gianluca Rocchi (Italien) |
| 18:00 UTC+1 | 18:00 UTC+1      |             |                 |                                              | Chimki, Ryssland Publik: 16 450 Domare: Gianluca Rocchi (Italien) | Chimki, Ryssland Publik: 16 450 Domare: Gianluca Rocchi (Italien) |
| 18:00 UTC+1 | 18:00 UTC+1      |             |                 |                                              | Chimki, Ryssland Publik: 16 450 Domare: Gianluca Rocchi (Italien) | Chimki, Ryssland Publik: 16 450 Domare: Gianluca Rocchi (Italien) |

|             | 25 november 2015 | Manchester United | 0 – 0   | PSV Eindhoven | Old Trafford                                                         |                                                                      |
| 20:45 UTC+1 | 20:45 UTC+1      |                   | Rapport |               | Manchester, England Publik: 75 321 Domare: Pavel Královec (Tjeckien) | Manchester, England Publik: 75 321 Domare: Pavel Královec (Tjeckien) |
| 20:45 UTC+1 | 20:45 UTC+1      |                   |         |               | Manchester, England Publik: 75 321 Domare: Pavel Královec (Tjeckien) | Manchester, England Publik: 75 321 Domare: Pavel Královec (Tjeckien) |
| 20:45 UTC+1 | 20:45 UTC+1      |                   |         |               | Manchester, England Publik: 75 321 Domare: Pavel Královec (Tjeckien) | Manchester, England Publik: 75 321 Domare: Pavel Královec (Tjeckien) |

|             | 8 december 2015 | Wolfsburg                    | 3 – 2           | Manchester United                                | Volkswagen Arena                                                   |                                                                    |
| 20:45 UTC+1 | 20:45 UTC+1     | Naldo 13′, 84′ Vieirinha 29′ | (2 – 1) Rapport | Anthony Martial 10′ Josuha Guilavogui 82′ (sjm.) | Wolfsburg, Tyskland Publik: 26 400 Domare: Milorad Mažić (Serbien) | Wolfsburg, Tyskland Publik: 26 400 Domare: Milorad Mažić (Serbien) |
| 20:45 UTC+1 | 20:45 UTC+1     |                              |                 |                                                  | Wolfsburg, Tyskland Publik: 26 400 Domare: Milorad Mažić (Serbien) | Wolfsburg, Tyskland Publik: 26 400 Domare: Milorad Mažić (Serbien) |
| 20:45 UTC+1 | 20:45 UTC+1     |                              |                 |                                                  | Wolfsburg, Tyskland Publik: 26 400 Domare: Milorad Mažić (Serbien) | Wolfsburg, Tyskland Publik: 26 400 Domare: Milorad Mažić (Serbien) |

|             | 8 december 2015 | PSV Eindhoven                     | 2 – 1           | CSKA Moskva                   | Philips Stadion                                                                    |                                                                                    |
| 20:45 UTC+1 | 20:45 UTC+1     | Luuk de Jong 78′ Davy Pröpper 86′ | (0 – 0) Rapport | Sergej Ignasjevitj 76′ (str.) | Eindhoven, Nederländerna Publik: 34 000 Domare: David Fernández Borbalán (Spanien) | Eindhoven, Nederländerna Publik: 34 000 Domare: David Fernández Borbalán (Spanien) |
| 20:45 UTC+1 | 20:45 UTC+1     |                                   |                 |                               | Eindhoven, Nederländerna Publik: 34 000 Domare: David Fernández Borbalán (Spanien) | Eindhoven, Nederländerna Publik: 34 000 Domare: David Fernández Borbalán (Spanien) |
| 20:45 UTC+1 | 20:45 UTC+1     |                                   |                 |                               | Eindhoven, Nederländerna Publik: 34 000 Domare: David Fernández Borbalán (Spanien) | Eindhoven, Nederländerna Publik: 34 000 Domare: David Fernández Borbalán (Spanien) |

### Grupp C
I grupp C spelade fyra klubblag från fyra nationer: Astana från Astana i Kazakstan, Atlético Madrid från Madrid i Spanien, Benfica från Lissabon i Portugal samt Galatasaray från Istanbul i Turkiet.
Astana spelade sina hemmamatcher på Astana Arena (30 000 åskådare), Atlético Madrid spelade sina hemmamatcher på Estadio Vicente Calderón (54 907 åskådare). Benfica spelade sina hemmamatcher på Estádio da Luz (65 647 åskådare), och Galatasaray spelade sina hemmamatcher på Türk Telekom Arena (52 652 åskådare) under namnet Ali Sami Yen Spor Kompleksi på grund av sponsorskäl.
|             | 15 september 2015 | Galatasaray | 0 – 2           | Atlético Madrid            | Türk Telekom Arena                                                |                                                                   |
| 20:45 UTC+2 | 20:45 UTC+2       |             | (0 – 2) Rapport | Antoine Griezmann 18′, 25′ | Istanbul, Turkiet Publik: 33 469 Domare: Szymon Marciniak (Polen) | Istanbul, Turkiet Publik: 33 469 Domare: Szymon Marciniak (Polen) |
| 20:45 UTC+2 | 20:45 UTC+2       |             |                 |                            | Istanbul, Turkiet Publik: 33 469 Domare: Szymon Marciniak (Polen) | Istanbul, Turkiet Publik: 33 469 Domare: Szymon Marciniak (Polen) |
| 20:45 UTC+2 | 20:45 UTC+2       |             |                 |                            | Istanbul, Turkiet Publik: 33 469 Domare: Szymon Marciniak (Polen) | Istanbul, Turkiet Publik: 33 469 Domare: Szymon Marciniak (Polen) |

|             | 15 september 2015 | Benfica                                       | 2 – 0           | Astana | Estádio da Luz                                                               |                                                                              |
| 20:45 UTC+2 | 20:45 UTC+2       | Nicolás Gaitán 51′ Konstantinos Mitroglou 62′ | (0 – 0) Rapport |        | Lissabon, Portugal Publik: 32 799 Domare: Anastasios Sidiropoulos (Grekland) | Lissabon, Portugal Publik: 32 799 Domare: Anastasios Sidiropoulos (Grekland) |
| 20:45 UTC+2 | 20:45 UTC+2       |                                               |                 |        | Lissabon, Portugal Publik: 32 799 Domare: Anastasios Sidiropoulos (Grekland) | Lissabon, Portugal Publik: 32 799 Domare: Anastasios Sidiropoulos (Grekland) |
| 20:45 UTC+2 | 20:45 UTC+2       |                                               |                 |        | Lissabon, Portugal Publik: 32 799 Domare: Anastasios Sidiropoulos (Grekland) | Lissabon, Portugal Publik: 32 799 Domare: Anastasios Sidiropoulos (Grekland) |

|             | 30 september 2015 | Astana                                          | 2 – 2           | Galatasaray                          | Astana Arena                                                            |                                                                         |
| 18:00 UTC+2 | 18:00 UTC+2       | Hakan Balta 77′ (sjm.) Lionel Carole 89′ (sjm.) | (0 – 1) Rapport | Bilal Kısa 31′ Nenad Erić 86′ (sjm.) | Astana, Kazakstan Publik: 27 264 Domare: Martin Strömbergsson (Sverige) | Astana, Kazakstan Publik: 27 264 Domare: Martin Strömbergsson (Sverige) |
| 18:00 UTC+2 | 18:00 UTC+2       |                                                 |                 |                                      | Astana, Kazakstan Publik: 27 264 Domare: Martin Strömbergsson (Sverige) | Astana, Kazakstan Publik: 27 264 Domare: Martin Strömbergsson (Sverige) |
| 18:00 UTC+2 | 18:00 UTC+2       |                                                 |                 |                                      | Astana, Kazakstan Publik: 27 264 Domare: Martin Strömbergsson (Sverige) | Astana, Kazakstan Publik: 27 264 Domare: Martin Strömbergsson (Sverige) |

|             | 30 september 2015 | Atlético Madrid  | 1 – 2           | Benfica                               | Estadio Vicente Calderón                                         |                                                                  |
| 20:45 UTC+2 | 20:45 UTC+2       | Ángel Correa 23′ | (1 – 1) Rapport | Nicolás Gaitán 36′ Gonçalo Guedes 51′ | Madrid, Spanien Publik: 40 938 Domare: Gianluca Rocchi (Italien) | Madrid, Spanien Publik: 40 938 Domare: Gianluca Rocchi (Italien) |
| 20:45 UTC+2 | 20:45 UTC+2       |                  |                 |                                       | Madrid, Spanien Publik: 40 938 Domare: Gianluca Rocchi (Italien) | Madrid, Spanien Publik: 40 938 Domare: Gianluca Rocchi (Italien) |
| 20:45 UTC+2 | 20:45 UTC+2       |                  |                 |                                       | Madrid, Spanien Publik: 40 938 Domare: Gianluca Rocchi (Italien) | Madrid, Spanien Publik: 40 938 Domare: Gianluca Rocchi (Italien) |

|             | 21 oktober 2015 | Atlético Madrid                                                                  | 4 – 0           | Astana | Estadio Vicente Calderón                                          |                                                                   |
| 20:45 UTC+2 | 20:45 UTC+2     | Saúl Ñíguez 23′ Jackson Martínez 29′ Óliver Torres 69′ Denys Dedetjko 89′ (sjm.) | (2 – 0) Rapport |        | Madrid, Spanien Publik: 33 853 Domare: Aleksei Kulbakov (Belarus) | Madrid, Spanien Publik: 33 853 Domare: Aleksei Kulbakov (Belarus) |
| 20:45 UTC+2 | 20:45 UTC+2     |                                                                                  |                 |        | Madrid, Spanien Publik: 33 853 Domare: Aleksei Kulbakov (Belarus) | Madrid, Spanien Publik: 33 853 Domare: Aleksei Kulbakov (Belarus) |
| 20:45 UTC+2 | 20:45 UTC+2     |                                                                                  |                 |        | Madrid, Spanien Publik: 33 853 Domare: Aleksei Kulbakov (Belarus) | Madrid, Spanien Publik: 33 853 Domare: Aleksei Kulbakov (Belarus) |

|             | 21 oktober 2015 | Galatasaray                               | 2 – 1           | Benfica           | Türk Telekom Arena                                                 |                                                                    |
| 20:45 UTC+2 | 20:45 UTC+2     | Selçuk İnan 19′ (str.) Lukas Podolski 33′ | (2 – 1) Rapport | Nicolás Gaitán 2′ | Istanbul, Turkiet Publik: 33 615 Domare: Willie Collum (Skottland) | Istanbul, Turkiet Publik: 33 615 Domare: Willie Collum (Skottland) |
| 20:45 UTC+2 | 20:45 UTC+2     |                                           |                 |                   | Istanbul, Turkiet Publik: 33 615 Domare: Willie Collum (Skottland) | Istanbul, Turkiet Publik: 33 615 Domare: Willie Collum (Skottland) |
| 20:45 UTC+2 | 20:45 UTC+2     |                                           |                 |                   | Istanbul, Turkiet Publik: 33 615 Domare: Willie Collum (Skottland) | Istanbul, Turkiet Publik: 33 615 Domare: Willie Collum (Skottland) |

|             | 3 november 2015 | Astana | 0 – 0   | Atlético Madrid | Astana Arena                                                      |                                                                   |
| 16:00 UTC+1 | 16:00 UTC+1     |        | Rapport |                 | Astana, Kazakstan Publik: 29 231 Domare: Anthony Taylor (England) | Astana, Kazakstan Publik: 29 231 Domare: Anthony Taylor (England) |
| 16:00 UTC+1 | 16:00 UTC+1     |        |         |                 | Astana, Kazakstan Publik: 29 231 Domare: Anthony Taylor (England) | Astana, Kazakstan Publik: 29 231 Domare: Anthony Taylor (England) |
| 16:00 UTC+1 | 16:00 UTC+1     |        |         |                 | Astana, Kazakstan Publik: 29 231 Domare: Anthony Taylor (England) | Astana, Kazakstan Publik: 29 231 Domare: Anthony Taylor (England) |

|             | 3 november 2015 | Benfica              | 2 – 1           | Galatasaray        | Estádio da Luz                                                    |                                                                   |
| 20:45 UTC+1 | 20:45 UTC+1     | Jonas 52′ Luisão 67′ | (0 – 0) Rapport | Lukas Podolski 58′ | Lissabon, Portugal Publik: 35 726 Domare: Milorad Mažić (Serbien) | Lissabon, Portugal Publik: 35 726 Domare: Milorad Mažić (Serbien) |
| 20:45 UTC+1 | 20:45 UTC+1     |                      |                 |                    | Lissabon, Portugal Publik: 35 726 Domare: Milorad Mažić (Serbien) | Lissabon, Portugal Publik: 35 726 Domare: Milorad Mažić (Serbien) |
| 20:45 UTC+1 | 20:45 UTC+1     |                      |                 |                    | Lissabon, Portugal Publik: 35 726 Domare: Milorad Mažić (Serbien) | Lissabon, Portugal Publik: 35 726 Domare: Milorad Mažić (Serbien) |

|             | 25 november 2015 | Astana                               | 2 – 2           | Benfica               | Astana Arena                                                      |                                                                   |
| 16:00 UTC+1 | 16:00 UTC+1      | Patrick Twumasi 19′ Marin Aničić 31′ | (2 – 1) Rapport | Raúl Jiménez 40′, 72′ | Astana, Kazakstan Publik: 15 089 Domare: Ruddy Buquet (Frankrike) | Astana, Kazakstan Publik: 15 089 Domare: Ruddy Buquet (Frankrike) |
| 16:00 UTC+1 | 16:00 UTC+1      |                                      |                 |                       | Astana, Kazakstan Publik: 15 089 Domare: Ruddy Buquet (Frankrike) | Astana, Kazakstan Publik: 15 089 Domare: Ruddy Buquet (Frankrike) |
| 16:00 UTC+1 | 16:00 UTC+1      |                                      |                 |                       | Astana, Kazakstan Publik: 15 089 Domare: Ruddy Buquet (Frankrike) | Astana, Kazakstan Publik: 15 089 Domare: Ruddy Buquet (Frankrike) |

|             | 25 november 2015 | Atlético Madrid            | 2 – 0           | Galatasaray | Estadio Vicente Calderón                                        |                                                                 |
| 20:45 UTC+1 | 20:45 UTC+1      | Antoine Griezmann 13′, 65′ | (1 – 0) Rapport |             | Madrid, Spanien Publik: 35 753 Domare: Nicola Rizzoli (Italien) | Madrid, Spanien Publik: 35 753 Domare: Nicola Rizzoli (Italien) |
| 20:45 UTC+1 | 20:45 UTC+1      |                            |                 |             | Madrid, Spanien Publik: 35 753 Domare: Nicola Rizzoli (Italien) | Madrid, Spanien Publik: 35 753 Domare: Nicola Rizzoli (Italien) |
| 20:45 UTC+1 | 20:45 UTC+1      |                            |                 |             | Madrid, Spanien Publik: 35 753 Domare: Nicola Rizzoli (Italien) | Madrid, Spanien Publik: 35 753 Domare: Nicola Rizzoli (Italien) |

|             | 8 december 2015 | Galatasaray     | 1 – 1           | Astana              | Türk Telekom Arena                                                 |                                                                    |
| 20:45 UTC+1 | 20:45 UTC+1     | Selçuk İnan 64′ | (0 – 0) Rapport | Patrick Twumasi 62′ | Istanbul, Turkiet Publik: 26 464 Domare: Craig Thomson (Skottland) | Istanbul, Turkiet Publik: 26 464 Domare: Craig Thomson (Skottland) |
| 20:45 UTC+1 | 20:45 UTC+1     |                 |                 |                     | Istanbul, Turkiet Publik: 26 464 Domare: Craig Thomson (Skottland) | Istanbul, Turkiet Publik: 26 464 Domare: Craig Thomson (Skottland) |
| 20:45 UTC+1 | 20:45 UTC+1     |                 |                 |                     | Istanbul, Turkiet Publik: 26 464 Domare: Craig Thomson (Skottland) | Istanbul, Turkiet Publik: 26 464 Domare: Craig Thomson (Skottland) |

|             | 8 december 2015 | Benfica                    | 1 – 2           | Atlético Madrid                    | Estádio da Luz                                                      |                                                                     |
| 20:45 UTC+1 | 20:45 UTC+1     | Konstantinos Mitroglou 75′ | (0 – 1) Rapport | Saúl Ñíguez 33′ Luciano Vietto 55′ | Lissabon, Portugal Publik: 47 630 Domare: Ovidiu Hațegan (Rumänien) | Lissabon, Portugal Publik: 47 630 Domare: Ovidiu Hațegan (Rumänien) |
| 20:45 UTC+1 | 20:45 UTC+1     |                            |                 |                                    | Lissabon, Portugal Publik: 47 630 Domare: Ovidiu Hațegan (Rumänien) | Lissabon, Portugal Publik: 47 630 Domare: Ovidiu Hațegan (Rumänien) |
| 20:45 UTC+1 | 20:45 UTC+1     |                            |                 |                                    | Lissabon, Portugal Publik: 47 630 Domare: Ovidiu Hațegan (Rumänien) | Lissabon, Portugal Publik: 47 630 Domare: Ovidiu Hațegan (Rumänien) |

### Grupp D
| Nr | Lag                      | S | V | O | F | GM | IM | MS | P  |
| -- | ------------------------ | - | - | - | - | -- | -- | -- | -- |
| 1  | Manchester City          | 6 | 4 | 0 | 2 | 12 | 8  | +4 | 12 |
| 2  | Juventus                 | 6 | 3 | 2 | 1 | 6  | 3  | +3 | 11 |
| 3  | Sevilla                  | 6 | 2 | 0 | 4 | 8  | 11 | −3 | 6  |
| 4  | Borussia Mönchengladbach | 6 | 1 | 2 | 3 | 8  | 12 | −4 | 5  |

|             | 15 september 2015 | Manchester City              | 1 – 2           | Juventus                              | Etihad Stadium                                                       |                                                                      |
| 20:45 UTC+2 | 20:45 UTC+2       | Giorgio Chiellini 57′ (sjm.) | (0 – 0) Rapport | Mario Mandžukić 70′ Álvaro Morata 81′ | Manchester, England Publik: 50 363 Domare: Damir Skomina (Slovenien) | Manchester, England Publik: 50 363 Domare: Damir Skomina (Slovenien) |
| 20:45 UTC+2 | 20:45 UTC+2       |                              |                 |                                       | Manchester, England Publik: 50 363 Domare: Damir Skomina (Slovenien) | Manchester, England Publik: 50 363 Domare: Damir Skomina (Slovenien) |
| 20:45 UTC+2 | 20:45 UTC+2       |                              |                 |                                       | Manchester, England Publik: 50 363 Domare: Damir Skomina (Slovenien) | Manchester, England Publik: 50 363 Domare: Damir Skomina (Slovenien) |

|             | 15 september 2015 | Sevilla                                                                | 3 – 0           | Borussia Mönchengladbach | Estadio Ramón Sánchez Pizjuán                                     |                                                                   |
| 20:45 UTC+2 | 20:45 UTC+2       | Kévin Gameiro 47′ (str.) Éver Banega 66′ (str.) Jevhen Konopljanka 84′ | (0 – 0) Rapport |                          | Sevilla, Spanien Publik: 36 959 Domare: Pavel Královec (Tjeckien) | Sevilla, Spanien Publik: 36 959 Domare: Pavel Královec (Tjeckien) |
| 20:45 UTC+2 | 20:45 UTC+2       |                                                                        |                 |                          | Sevilla, Spanien Publik: 36 959 Domare: Pavel Královec (Tjeckien) | Sevilla, Spanien Publik: 36 959 Domare: Pavel Královec (Tjeckien) |
| 20:45 UTC+2 | 20:45 UTC+2       |                                                                        |                 |                          | Sevilla, Spanien Publik: 36 959 Domare: Pavel Královec (Tjeckien) | Sevilla, Spanien Publik: 36 959 Domare: Pavel Královec (Tjeckien) |

|             | 30 september 2015 | Borussia Mönchengladbach | 1 – 2           | Manchester City                                | Borussia-Park                                                               |                                                                             |
| 20:45 UTC+2 | 20:45 UTC+2       | Lars Stindl 54′          | (0 – 0) Rapport | Martín Demichelis 65′ Sergio Agüero 90′ (str.) | Mönchengladbach, Tyskland Publik: 46 217 Domare: Clément Turpin (Frankrike) | Mönchengladbach, Tyskland Publik: 46 217 Domare: Clément Turpin (Frankrike) |
| 20:45 UTC+2 | 20:45 UTC+2       |                          |                 |                                                | Mönchengladbach, Tyskland Publik: 46 217 Domare: Clément Turpin (Frankrike) | Mönchengladbach, Tyskland Publik: 46 217 Domare: Clément Turpin (Frankrike) |
| 20:45 UTC+2 | 20:45 UTC+2       |                          |                 |                                                | Mönchengladbach, Tyskland Publik: 46 217 Domare: Clément Turpin (Frankrike) | Mönchengladbach, Tyskland Publik: 46 217 Domare: Clément Turpin (Frankrike) |

|             | 30 september 2015 | Juventus                          | 2 – 0           | Sevilla | Juventus Stadium                                               |                                                                |
| 20:45 UTC+2 | 20:45 UTC+2       | Álvaro Morata 41′ Simone Zaza 87′ | (1 – 0) Rapport |         | Turin, Italien Publik: 36 499 Domare: Jonas Eriksson (Sverige) | Turin, Italien Publik: 36 499 Domare: Jonas Eriksson (Sverige) |
| 20:45 UTC+2 | 20:45 UTC+2       |                                   |                 |         | Turin, Italien Publik: 36 499 Domare: Jonas Eriksson (Sverige) | Turin, Italien Publik: 36 499 Domare: Jonas Eriksson (Sverige) |
| 20:45 UTC+2 | 20:45 UTC+2       |                                   |                 |         | Turin, Italien Publik: 36 499 Domare: Jonas Eriksson (Sverige) | Turin, Italien Publik: 36 499 Domare: Jonas Eriksson (Sverige) |

|             | 21 oktober 2015 | Juventus | 0 – 0   | Borussia Mönchengladbach | Juventus Stadium                                                |                                                                 |
| 20:45 UTC+2 | 20:45 UTC+2     |          | Rapport |                          | Turin, Italien Publik: 40 940 Domare: Craig Thomson (Skottland) | Turin, Italien Publik: 40 940 Domare: Craig Thomson (Skottland) |
| 20:45 UTC+2 | 20:45 UTC+2     |          |         |                          | Turin, Italien Publik: 40 940 Domare: Craig Thomson (Skottland) | Turin, Italien Publik: 40 940 Domare: Craig Thomson (Skottland) |
| 20:45 UTC+2 | 20:45 UTC+2     |          |         |                          | Turin, Italien Publik: 40 940 Domare: Craig Thomson (Skottland) | Turin, Italien Publik: 40 940 Domare: Craig Thomson (Skottland) |

|             | 21 oktober 2015 | Manchester City                            | 2 – 1           | Sevilla                | Etihad Stadium                                                         |                                                                        |
| 20:45 UTC+2 | 20:45 UTC+2     | Adil Rami 36′ (sjm.) Kevin De Bruyne 90+1′ | (1 – 1) Rapport | Jevhen Konopljanka 30′ | Manchester, England Publik: 45 595 Domare: Bas Nijhuis (Nederländerna) | Manchester, England Publik: 45 595 Domare: Bas Nijhuis (Nederländerna) |
| 20:45 UTC+2 | 20:45 UTC+2     |                                            |                 |                        | Manchester, England Publik: 45 595 Domare: Bas Nijhuis (Nederländerna) | Manchester, England Publik: 45 595 Domare: Bas Nijhuis (Nederländerna) |
| 20:45 UTC+2 | 20:45 UTC+2     |                                            |                 |                        | Manchester, England Publik: 45 595 Domare: Bas Nijhuis (Nederländerna) | Manchester, England Publik: 45 595 Domare: Bas Nijhuis (Nederländerna) |

|             | 3 november 2015 | Borussia Mönchengladbach | 1 – 1           | Juventus                 | Borussia-Park                                                                  |                                                                                |
| 20:45 UTC+1 | 20:45 UTC+1     | Fabian Johnson 18′       | (1 – 1) Rapport | Stephan Lichtsteiner 44′ | Mönchengladbach, Tyskland Publik: 46 217 Domare: Björn Kuipers (Nederländerna) | Mönchengladbach, Tyskland Publik: 46 217 Domare: Björn Kuipers (Nederländerna) |
| 20:45 UTC+1 | 20:45 UTC+1     |                          |                 |                          | Mönchengladbach, Tyskland Publik: 46 217 Domare: Björn Kuipers (Nederländerna) | Mönchengladbach, Tyskland Publik: 46 217 Domare: Björn Kuipers (Nederländerna) |
| 20:45 UTC+1 | 20:45 UTC+1     |                          |                 |                          | Mönchengladbach, Tyskland Publik: 46 217 Domare: Björn Kuipers (Nederländerna) | Mönchengladbach, Tyskland Publik: 46 217 Domare: Björn Kuipers (Nederländerna) |

|             | 3 november 2015 | Sevilla                | 1 – 3           | Manchester City                                      | Estadio Ramón Sánchez Pizjuán                                     |                                                                   |
| 20:45 UTC+1 | 20:45 UTC+1     | Benoît Trémoulinas 25′ | (1 – 3) Rapport | Raheem Sterling 8′ Fernandinho 11′ Wilfried Bony 36′ | Sevilla, Spanien Publik: 39 261 Domare: Svein Oddvar Moen (Norge) | Sevilla, Spanien Publik: 39 261 Domare: Svein Oddvar Moen (Norge) |
| 20:45 UTC+1 | 20:45 UTC+1     |                        |                 |                                                      | Sevilla, Spanien Publik: 39 261 Domare: Svein Oddvar Moen (Norge) | Sevilla, Spanien Publik: 39 261 Domare: Svein Oddvar Moen (Norge) |
| 20:45 UTC+1 | 20:45 UTC+1     |                        |                 |                                                      | Sevilla, Spanien Publik: 39 261 Domare: Svein Oddvar Moen (Norge) | Sevilla, Spanien Publik: 39 261 Domare: Svein Oddvar Moen (Norge) |

|             | 25 november 2015 | Juventus            | 1 – 0           | Manchester City | Juventus Stadium                                             |                                                              |
| 20:45 UTC+1 | 20:45 UTC+1      | Mario Mandžukić 18′ | (1 – 0) Rapport |                 | Turin, Italien Publik: 38 193 Domare: Felix Brych (Tyskland) | Turin, Italien Publik: 38 193 Domare: Felix Brych (Tyskland) |
| 20:45 UTC+1 | 20:45 UTC+1      |                     |                 |                 | Turin, Italien Publik: 38 193 Domare: Felix Brych (Tyskland) | Turin, Italien Publik: 38 193 Domare: Felix Brych (Tyskland) |
| 20:45 UTC+1 | 20:45 UTC+1      |                     |                 |                 | Turin, Italien Publik: 38 193 Domare: Felix Brych (Tyskland) | Turin, Italien Publik: 38 193 Domare: Felix Brych (Tyskland) |

|             | 25 november 2015 | Borussia Mönchengladbach                            | 4 – 2           | Sevilla                             | Borussia-Park                                                              |                                                                            |
| 20:45 UTC+1 | 20:45 UTC+1      | Lars Stindl 29′, 83′ Fabian Johnson 68′ Raffael 78′ | (1 – 0) Rapport | Vitolo 82′ Éver Banega 90+1′ (str.) | Mönchengladbach, Tyskland Publik: 45 177 Domare: Damir Skomina (Slovenien) | Mönchengladbach, Tyskland Publik: 45 177 Domare: Damir Skomina (Slovenien) |
| 20:45 UTC+1 | 20:45 UTC+1      |                                                     |                 |                                     | Mönchengladbach, Tyskland Publik: 45 177 Domare: Damir Skomina (Slovenien) | Mönchengladbach, Tyskland Publik: 45 177 Domare: Damir Skomina (Slovenien) |
| 20:45 UTC+1 | 20:45 UTC+1      |                                                     |                 |                                     | Mönchengladbach, Tyskland Publik: 45 177 Domare: Damir Skomina (Slovenien) | Mönchengladbach, Tyskland Publik: 45 177 Domare: Damir Skomina (Slovenien) |

|             | 8 december 2015 | Manchester City                                            | 4 – 2           | Borussia Mönchengladbach    | Etihad Stadium                                                            |                                                                           |
| 20:45 UTC+1 | 20:45 UTC+1     | David Silva 16′ Raheem Sterling 80′, 81′ Wilfried Bony 85′ | (1 – 2) Rapport | Julian Korb 19′ Raffael 42′ | Manchester, England Publik: 41 829 Domare: Danny Makkelie (Nederländerna) | Manchester, England Publik: 41 829 Domare: Danny Makkelie (Nederländerna) |
| 20:45 UTC+1 | 20:45 UTC+1     |                                                            |                 |                             | Manchester, England Publik: 41 829 Domare: Danny Makkelie (Nederländerna) | Manchester, England Publik: 41 829 Domare: Danny Makkelie (Nederländerna) |
| 20:45 UTC+1 | 20:45 UTC+1     |                                                            |                 |                             | Manchester, England Publik: 41 829 Domare: Danny Makkelie (Nederländerna) | Manchester, England Publik: 41 829 Domare: Danny Makkelie (Nederländerna) |

|             | 8 december 2015 | Sevilla      | 1 – 0           | Juventus | Estadio Ramón Sánchez Pizjuán                                    |                                                                  |
| 20:45 UTC+1 | 20:45 UTC+1     | Llorente 65′ | (0 – 0) Rapport |          | Sevilla, Spanien Publik: 35 583 Domare: Szymon Marciniak (Polen) | Sevilla, Spanien Publik: 35 583 Domare: Szymon Marciniak (Polen) |
| 20:45 UTC+1 | 20:45 UTC+1     |              |                 |          | Sevilla, Spanien Publik: 35 583 Domare: Szymon Marciniak (Polen) | Sevilla, Spanien Publik: 35 583 Domare: Szymon Marciniak (Polen) |
| 20:45 UTC+1 | 20:45 UTC+1     |              |                 |          | Sevilla, Spanien Publik: 35 583 Domare: Szymon Marciniak (Polen) | Sevilla, Spanien Publik: 35 583 Domare: Szymon Marciniak (Polen) |

### Grupp E
| Nr | Lag              | S | V | O | F | GM | IM | MS  | P  |
| -- | ---------------- | - | - | - | - | -- | -- | --- | -- |
| 1  | Barcelona        | 6 | 4 | 2 | 0 | 15 | 4  | +11 | 14 |
| 2  | Roma             | 6 | 1 | 3 | 2 | 11 | 16 | −5  | 6  |
| 3  | Bayer Leverkusen | 6 | 1 | 3 | 2 | 13 | 12 | +1  | 6  |
| 4  | Bate Borisov     | 6 | 1 | 2 | 3 | 5  | 12 | −7  | 5  |

|             | 16 september 2015 | Bayer Leverkusen                                                       | 4 – 1           | BATE Borisov          | Bayarena                                                                   |                                                                            |
| 20:45 UTC+2 | 20:45 UTC+2       | Admir Mehmedi 4′ Hakan Çalhanoğlu 47′, 76′ (str.) Javier Hernández 59′ | (1 – 1) Rapport | Nemanja Milunović 13′ | Leverkusen, Tyskland Publik: 24 280 Domare: Danny Makkelie (Nederländerna) | Leverkusen, Tyskland Publik: 24 280 Domare: Danny Makkelie (Nederländerna) |
| 20:45 UTC+2 | 20:45 UTC+2       |                                                                        |                 |                       | Leverkusen, Tyskland Publik: 24 280 Domare: Danny Makkelie (Nederländerna) | Leverkusen, Tyskland Publik: 24 280 Domare: Danny Makkelie (Nederländerna) |
| 20:45 UTC+2 | 20:45 UTC+2       |                                                                        |                 |                       | Leverkusen, Tyskland Publik: 24 280 Domare: Danny Makkelie (Nederländerna) | Leverkusen, Tyskland Publik: 24 280 Domare: Danny Makkelie (Nederländerna) |

|             | 16 september 2015 | Roma                    | 1 – 1           | Barcelona       | Stadio Olimpico                                                   |                                                                   |
| 20:45 UTC+2 | 20:45 UTC+2       | Alessandro Florenzi 31′ | (1 – 1) Rapport | Luis Suárez 21′ | Rom, Italien Publik: 57 836 Domare: Björn Kuipers (Nederländerna) | Rom, Italien Publik: 57 836 Domare: Björn Kuipers (Nederländerna) |
| 20:45 UTC+2 | 20:45 UTC+2       |                         |                 |                 | Rom, Italien Publik: 57 836 Domare: Björn Kuipers (Nederländerna) | Rom, Italien Publik: 57 836 Domare: Björn Kuipers (Nederländerna) |
| 20:45 UTC+2 | 20:45 UTC+2       |                         |                 |                 | Rom, Italien Publik: 57 836 Domare: Björn Kuipers (Nederländerna) | Rom, Italien Publik: 57 836 Domare: Björn Kuipers (Nederländerna) |

|             | 29 september 2015 | Barcelona                         | 2 – 1           | Bayer Leverkusen          | Camp Nou                                                            |                                                                     |
| 20:45 UTC+2 | 20:45 UTC+2       | Sergi Roberto 80′ Luis Suárez 82′ | (0 – 0) Rapport | Kyriakos Papadopoulos 22′ | Barcelona, Spanien Publik: 68 694 Domare: Martin Atkinson (England) | Barcelona, Spanien Publik: 68 694 Domare: Martin Atkinson (England) |
| 20:45 UTC+2 | 20:45 UTC+2       |                                   |                 |                           | Barcelona, Spanien Publik: 68 694 Domare: Martin Atkinson (England) | Barcelona, Spanien Publik: 68 694 Domare: Martin Atkinson (England) |
| 20:45 UTC+2 | 20:45 UTC+2       |                                   |                 |                           | Barcelona, Spanien Publik: 68 694 Domare: Martin Atkinson (England) | Barcelona, Spanien Publik: 68 694 Domare: Martin Atkinson (England) |

|             | 29 september 2015 | BATE Borisov                                | 3 – 2           | Roma                               | Borisov Arena                                                          |                                                                        |
| 20:45 UTC+2 | 20:45 UTC+2       | Ihar Stasevitj 8′ Filip Mladenović 12′, 30′ | (3 – 0) Rapport | Gervinho 66′ Vasilis Torosidis 82′ | Barysaŭ, Vitryssland Publik: 12 767 Domare: Mark Clattenburg (England) | Barysaŭ, Vitryssland Publik: 12 767 Domare: Mark Clattenburg (England) |
| 20:45 UTC+2 | 20:45 UTC+2       |                                             |                 |                                    | Barysaŭ, Vitryssland Publik: 12 767 Domare: Mark Clattenburg (England) | Barysaŭ, Vitryssland Publik: 12 767 Domare: Mark Clattenburg (England) |
| 20:45 UTC+2 | 20:45 UTC+2       |                                             |                 |                                    | Barysaŭ, Vitryssland Publik: 12 767 Domare: Mark Clattenburg (England) | Barysaŭ, Vitryssland Publik: 12 767 Domare: Mark Clattenburg (England) |

|             | 20 oktober 2015 | BATE Borisov | 0 – 2           | Barcelona             | Borisov Arena                                                      |                                                                    |
| 20:45 UTC+2 | 20:45 UTC+2     |              | (0 – 0) Rapport | Ivan Rakitić 48′, 64′ | Barysaŭ, Vitryssland Publik: 13 074 Domare: Jorge Sousa (Portugal) | Barysaŭ, Vitryssland Publik: 13 074 Domare: Jorge Sousa (Portugal) |
| 20:45 UTC+2 | 20:45 UTC+2     |              |                 |                       | Barysaŭ, Vitryssland Publik: 13 074 Domare: Jorge Sousa (Portugal) | Barysaŭ, Vitryssland Publik: 13 074 Domare: Jorge Sousa (Portugal) |
| 20:45 UTC+2 | 20:45 UTC+2     |              |                 |                       | Barysaŭ, Vitryssland Publik: 13 074 Domare: Jorge Sousa (Portugal) | Barysaŭ, Vitryssland Publik: 13 074 Domare: Jorge Sousa (Portugal) |

|             | 20 oktober 2015 | Bayer Leverkusen                                                  | 4 – 4           | Roma                                                         | BayArena                                                           |                                                                    |
| 20:45 UTC+2 | 20:45 UTC+2     | Javier Hernández 4′ (str.), 19′ Kevin Kampl 84′ Admir Mehmedi 86′ | (2 – 2) Rapport | Daniele De Rossi 29′, 38′ Miralem Pjanić 54′ Iago Falque 73′ | Leverkusen, Tyskland Publik: 29 412 Domare: Viktor Kassai (Ungern) | Leverkusen, Tyskland Publik: 29 412 Domare: Viktor Kassai (Ungern) |
| 20:45 UTC+2 | 20:45 UTC+2     |                                                                   |                 |                                                              | Leverkusen, Tyskland Publik: 29 412 Domare: Viktor Kassai (Ungern) | Leverkusen, Tyskland Publik: 29 412 Domare: Viktor Kassai (Ungern) |
| 20:45 UTC+2 | 20:45 UTC+2     |                                                                   |                 |                                                              | Leverkusen, Tyskland Publik: 29 412 Domare: Viktor Kassai (Ungern) | Leverkusen, Tyskland Publik: 29 412 Domare: Viktor Kassai (Ungern) |

|             | 4 november 2015 | Barcelona                         | 3 – 0           | BATE Borisov | Camp Nou                                                      |                                                               |
| 20:45 UTC+1 | 20:45 UTC+1     | Neymar 30′ (str.), 83′ Suárez 60′ | (1 – 0) Rapport |              | Barcelona, Spanien Publik: 68 502 Domare: István Vad (Ungern) | Barcelona, Spanien Publik: 68 502 Domare: István Vad (Ungern) |
| 20:45 UTC+1 | 20:45 UTC+1     |                                   |                 |              | Barcelona, Spanien Publik: 68 502 Domare: István Vad (Ungern) | Barcelona, Spanien Publik: 68 502 Domare: István Vad (Ungern) |
| 20:45 UTC+1 | 20:45 UTC+1     |                                   |                 |              | Barcelona, Spanien Publik: 68 502 Domare: István Vad (Ungern) | Barcelona, Spanien Publik: 68 502 Domare: István Vad (Ungern) |

|             | 4 november 2015 | Roma                                                      | 3 – 2           | Bayer Leverkusen                       | Stadio Olimpico                                               |                                                               |
| 20:45 UTC+1 | 20:45 UTC+1     | Mohamed Salah 2′ Edin Džeko 29′ Miralem Pjanić 80′ (str.) | (2 – 0) Rapport | Admir Mehmedi 46′ Javier Hernández 51′ | Rom, Italien Publik: 38 361 Domare: Sergei Karasev (Ryssland) | Rom, Italien Publik: 38 361 Domare: Sergei Karasev (Ryssland) |
| 20:45 UTC+1 | 20:45 UTC+1     |                                                           |                 |                                        | Rom, Italien Publik: 38 361 Domare: Sergei Karasev (Ryssland) | Rom, Italien Publik: 38 361 Domare: Sergei Karasev (Ryssland) |
| 20:45 UTC+1 | 20:45 UTC+1     |                                                           |                 |                                        | Rom, Italien Publik: 38 361 Domare: Sergei Karasev (Ryssland) | Rom, Italien Publik: 38 361 Domare: Sergei Karasev (Ryssland) |

|             | 24 november 2015 | BATE Borisov          | 1 – 1           | Bayer Leverkusen  | Borisov Arena                                                          |                                                                        |
| 20:45 UTC+1 | 20:45 UTC+1      | Michail Gordejtjuk 2′ | (1 – 0) Rapport | Admir Mehmedi 68′ | Barysaŭ, Vitryssland Publik: 12 601 Domare: Clément Turpin (Frankrike) | Barysaŭ, Vitryssland Publik: 12 601 Domare: Clément Turpin (Frankrike) |
| 20:45 UTC+1 | 20:45 UTC+1      |                       |                 |                   | Barysaŭ, Vitryssland Publik: 12 601 Domare: Clément Turpin (Frankrike) | Barysaŭ, Vitryssland Publik: 12 601 Domare: Clément Turpin (Frankrike) |
| 20:45 UTC+1 | 20:45 UTC+1      |                       |                 |                   | Barysaŭ, Vitryssland Publik: 12 601 Domare: Clément Turpin (Frankrike) | Barysaŭ, Vitryssland Publik: 12 601 Domare: Clément Turpin (Frankrike) |

|             | 24 november 2015 | Barcelona                                                               | 6 – 1           | Roma             | Camp Nou                                                         |                                                                  |
| 20:45 UTC+1 | 20:45 UTC+1      | Luis Suárez 15′, 44′ Lionel Messi 18′, 60′ Gerard Piqué 56′ Adriano 77′ | (3 – 0) Rapport | Edin Džeko 90+1′ | Barcelona, Spanien Publik: 71 433 Domare: Cüneyt Çakır (Turkiet) | Barcelona, Spanien Publik: 71 433 Domare: Cüneyt Çakır (Turkiet) |
| 20:45 UTC+1 | 20:45 UTC+1      |                                                                         |                 |                  | Barcelona, Spanien Publik: 71 433 Domare: Cüneyt Çakır (Turkiet) | Barcelona, Spanien Publik: 71 433 Domare: Cüneyt Çakır (Turkiet) |
| 20:45 UTC+1 | 20:45 UTC+1      |                                                                         |                 |                  | Barcelona, Spanien Publik: 71 433 Domare: Cüneyt Çakır (Turkiet) | Barcelona, Spanien Publik: 71 433 Domare: Cüneyt Çakır (Turkiet) |

|             | 9 december 2015 | Bayer Leverkusen     | 1 – 1           | Barcelona        | Bayarena                                                               |                                                                        |
| 20:45 UTC+1 | 20:45 UTC+1     | Javier Hernández 23′ | (1 – 1) Rapport | Lionel Messi 20′ | Leverkusen, Tyskland Publik: 29 412 Domare: Mark Clattenburg (England) | Leverkusen, Tyskland Publik: 29 412 Domare: Mark Clattenburg (England) |
| 20:45 UTC+1 | 20:45 UTC+1     |                      |                 |                  | Leverkusen, Tyskland Publik: 29 412 Domare: Mark Clattenburg (England) | Leverkusen, Tyskland Publik: 29 412 Domare: Mark Clattenburg (England) |
| 20:45 UTC+1 | 20:45 UTC+1     |                      |                 |                  | Leverkusen, Tyskland Publik: 29 412 Domare: Mark Clattenburg (England) | Leverkusen, Tyskland Publik: 29 412 Domare: Mark Clattenburg (England) |

|             | 9 december 2015 | Roma | 0 – 0   | BATE Borisov | Stadio Olimpico                                               |                                                               |
| 20:45 UTC+1 | 20:45 UTC+1     |      | Rapport |              | Rom, Italien Publik: 29 489 Domare: Martin Atkinson (England) | Rom, Italien Publik: 29 489 Domare: Martin Atkinson (England) |
| 20:45 UTC+1 | 20:45 UTC+1     |      |         |              | Rom, Italien Publik: 29 489 Domare: Martin Atkinson (England) | Rom, Italien Publik: 29 489 Domare: Martin Atkinson (England) |
| 20:45 UTC+1 | 20:45 UTC+1     |      |         |              | Rom, Italien Publik: 29 489 Domare: Martin Atkinson (England) | Rom, Italien Publik: 29 489 Domare: Martin Atkinson (England) |

### Grupp F
| Nr | Lag            | S | V | O | F | GM | IM | MS  | P  |
| -- | -------------- | - | - | - | - | -- | -- | --- | -- |
| 1  | Bayern München | 6 | 5 | 0 | 1 | 19 | 3  | +16 | 15 |
| 2  | Arsenal        | 6 | 3 | 0 | 3 | 12 | 10 | +2  | 9  |
| 3  | Olympiakos     | 6 | 3 | 0 | 3 | 6  | 13 | −7  | 9  |
| 4  | Dinamo Zagreb  | 6 | 1 | 0 | 5 | 3  | 14 | −11 | 3  |

|             | 16 september 2015 | Dinamo Zagreb                          | 2 – 1           | Arsenal          | Maksimirstadion                                                   |                                                                   |
| 20:45 UTC+2 | 20:45 UTC+2       | Josip Pivarić 24′ Junior Fernandes 58′ | (1 – 0) Rapport | Theo Walcott 79′ | Zagreb, Kroatien Publik: 17 840 Domare: Ovidiu Haţegan (Rumänien) | Zagreb, Kroatien Publik: 17 840 Domare: Ovidiu Haţegan (Rumänien) |
| 20:45 UTC+2 | 20:45 UTC+2       |                                        |                 |                  | Zagreb, Kroatien Publik: 17 840 Domare: Ovidiu Haţegan (Rumänien) | Zagreb, Kroatien Publik: 17 840 Domare: Ovidiu Haţegan (Rumänien) |
| 20:45 UTC+2 | 20:45 UTC+2       |                                        |                 |                  | Zagreb, Kroatien Publik: 17 840 Domare: Ovidiu Haţegan (Rumänien) | Zagreb, Kroatien Publik: 17 840 Domare: Ovidiu Haţegan (Rumänien) |

|             | 16 september 2015 | Olympiakos | 0 – 3           | Bayern München                                  | Karaiskakis-stadion                                                       |                                                                           |
| 20:45 UTC+2 | 20:45 UTC+2       |            | (0 – 0) Rapport | Thomas Müller 52′, 90+2′ (str.) Mario Götze 89′ | Pireus, Grekland Publik: 31 688 Domare: Carlos Velasco Carballo (Spanien) | Pireus, Grekland Publik: 31 688 Domare: Carlos Velasco Carballo (Spanien) |
| 20:45 UTC+2 | 20:45 UTC+2       |            |                 |                                                 | Pireus, Grekland Publik: 31 688 Domare: Carlos Velasco Carballo (Spanien) | Pireus, Grekland Publik: 31 688 Domare: Carlos Velasco Carballo (Spanien) |
| 20:45 UTC+2 | 20:45 UTC+2       |            |                 |                                                 | Pireus, Grekland Publik: 31 688 Domare: Carlos Velasco Carballo (Spanien) | Pireus, Grekland Publik: 31 688 Domare: Carlos Velasco Carballo (Spanien) |

|             | 29 september 2015 | Bayern München                                                     | 5 – 0           | Dinamo Zagreb | Allianz Arena                                                       |                                                                     |
| 20:45 UTC+2 | 20:45 UTC+2       | Douglas Costa 13′ Robert Lewandowski 21′, 28′, 55′ Mario Götze 25′ | (4 – 0) Rapport |               | München, Tyskland Publik: 70 000 Domare: Aleksei Kulbakov (Belarus) | München, Tyskland Publik: 70 000 Domare: Aleksei Kulbakov (Belarus) |
| 20:45 UTC+2 | 20:45 UTC+2       |                                                                    |                 |               | München, Tyskland Publik: 70 000 Domare: Aleksei Kulbakov (Belarus) | München, Tyskland Publik: 70 000 Domare: Aleksei Kulbakov (Belarus) |
| 20:45 UTC+2 | 20:45 UTC+2       |                                                                    |                 |               | München, Tyskland Publik: 70 000 Domare: Aleksei Kulbakov (Belarus) | München, Tyskland Publik: 70 000 Domare: Aleksei Kulbakov (Belarus) |

|             | 29 september 2015 | Arsenal                             | 2 – 3           | Olympiakos                                                      | Emirates Stadium                                                   |                                                                    |
| 20:45 UTC+2 | 20:45 UTC+2       | Theo Walcott 35′ Alexis Sánchez 65′ | (1 – 2) Rapport | Felipe Pardo 33′ David Ospina 40′ (sjm.) Alfreð Finnbogason 66′ | London, England Publik: 59 428 Domare: Bas Nijhuis (Nederländerna) | London, England Publik: 59 428 Domare: Bas Nijhuis (Nederländerna) |
| 20:45 UTC+2 | 20:45 UTC+2       |                                     |                 |                                                                 | London, England Publik: 59 428 Domare: Bas Nijhuis (Nederländerna) | London, England Publik: 59 428 Domare: Bas Nijhuis (Nederländerna) |
| 20:45 UTC+2 | 20:45 UTC+2       |                                     |                 |                                                                 | London, England Publik: 59 428 Domare: Bas Nijhuis (Nederländerna) | London, England Publik: 59 428 Domare: Bas Nijhuis (Nederländerna) |

|             | 20 oktober 2015 | Arsenal               | 2 – 0           | Bayern München | Emirates Stadium                                              |                                                               |
| 20:45 UTC+2 | 20:45 UTC+2     | Giroud 77′ Özil 90+4′ | (0 – 0) Rapport |                | London, England Publik: 49 824 Domare: Cüneyt Çakır (Turkiet) | London, England Publik: 49 824 Domare: Cüneyt Çakır (Turkiet) |
| 20:45 UTC+2 | 20:45 UTC+2     |                       |                 |                | London, England Publik: 49 824 Domare: Cüneyt Çakır (Turkiet) | London, England Publik: 49 824 Domare: Cüneyt Çakır (Turkiet) |
| 20:45 UTC+2 | 20:45 UTC+2     |                       |                 |                | London, England Publik: 49 824 Domare: Cüneyt Çakır (Turkiet) | London, England Publik: 49 824 Domare: Cüneyt Çakır (Turkiet) |

|             | 20 oktober 2015 | Dinamo Zagreb | 0 – 1           | Olympiakos | Maksimirstadion                                                     |                                                                     |
| 20:45 UTC+2 | 20:45 UTC+2     |               | (0 – 0) Rapport | Ideye 79′  | Zagreb, Kroatien Publik: 13 678 Domare: Paolo Tagliavento (Italien) | Zagreb, Kroatien Publik: 13 678 Domare: Paolo Tagliavento (Italien) |
| 20:45 UTC+2 | 20:45 UTC+2     |               |                 |            | Zagreb, Kroatien Publik: 13 678 Domare: Paolo Tagliavento (Italien) | Zagreb, Kroatien Publik: 13 678 Domare: Paolo Tagliavento (Italien) |
| 20:45 UTC+2 | 20:45 UTC+2     |               |                 |            | Zagreb, Kroatien Publik: 13 678 Domare: Paolo Tagliavento (Italien) | Zagreb, Kroatien Publik: 13 678 Domare: Paolo Tagliavento (Italien) |

|             | 4 november 2015 | Bayern München                                                                 | 5 – 1           | Arsenal    | Allianz Arena                                                      |                                                                    |
| 20:45 UTC+1 | 20:45 UTC+1     | Robert Lewandowski 10′ Thomas Müller 29′, 89′ David Alaba 44′ Arjen Robben 55′ | (3 – 0) Rapport | Giroud 69′ | München, Tyskland Publik: 70 000 Domare: Gianluca Rocchi (Italien) | München, Tyskland Publik: 70 000 Domare: Gianluca Rocchi (Italien) |
| 20:45 UTC+1 | 20:45 UTC+1     |                                                                                |                 |            | München, Tyskland Publik: 70 000 Domare: Gianluca Rocchi (Italien) | München, Tyskland Publik: 70 000 Domare: Gianluca Rocchi (Italien) |
| 20:45 UTC+1 | 20:45 UTC+1     |                                                                                |                 |            | München, Tyskland Publik: 70 000 Domare: Gianluca Rocchi (Italien) | München, Tyskland Publik: 70 000 Domare: Gianluca Rocchi (Italien) |

|             | 4 november 2015 | Olympiakos            | 2 – 1           | Dinamo Zagreb    | Karaiskakis-stadion                                                   |                                                                       |
| 20:45 UTC+1 | 20:45 UTC+1     | Felipe Pardo 65′, 90′ | (0 – 1) Rapport | Armin Hodžić 21′ | Pireus, Grekland Publik: 31 473 Domare: Antonio Mateu Lahoz (Spanien) | Pireus, Grekland Publik: 31 473 Domare: Antonio Mateu Lahoz (Spanien) |
| 20:45 UTC+1 | 20:45 UTC+1     |                       |                 |                  | Pireus, Grekland Publik: 31 473 Domare: Antonio Mateu Lahoz (Spanien) | Pireus, Grekland Publik: 31 473 Domare: Antonio Mateu Lahoz (Spanien) |
| 20:45 UTC+1 | 20:45 UTC+1     |                       |                 |                  | Pireus, Grekland Publik: 31 473 Domare: Antonio Mateu Lahoz (Spanien) | Pireus, Grekland Publik: 31 473 Domare: Antonio Mateu Lahoz (Spanien) |

|             | 24 november 2015 | Arsenal                                | 3 – 0           | Dinamo Zagreb | Emirates Stadium                                              |                                                               |
| 20:45 UTC+1 | 20:45 UTC+1      | Mesut Özil 29′ Alexis Sánchez 33′, 69′ | (2 – 0) Rapport |               | London, England Publik: 58 978 Domare: Viktor Kassai (Ungern) | London, England Publik: 58 978 Domare: Viktor Kassai (Ungern) |
| 20:45 UTC+1 | 20:45 UTC+1      |                                        |                 |               | London, England Publik: 58 978 Domare: Viktor Kassai (Ungern) | London, England Publik: 58 978 Domare: Viktor Kassai (Ungern) |
| 20:45 UTC+1 | 20:45 UTC+1      |                                        |                 |               | London, England Publik: 58 978 Domare: Viktor Kassai (Ungern) | London, England Publik: 58 978 Domare: Viktor Kassai (Ungern) |

|             | 24 november 2015 | Bayern München                                                               | 4 – 0           | Olympiakos | Allianz Arena                                                     |                                                                   |
| 20:45 UTC+1 | 20:45 UTC+1      | Douglas Costa 8′ Robert Lewandowski 16′ Thomas Müller 20′ Kingsley Coman 69′ | (3 – 0) Rapport |            | München, Tyskland Publik: 70 000 Domare: Jonas Eriksson (Sverige) | München, Tyskland Publik: 70 000 Domare: Jonas Eriksson (Sverige) |
| 20:45 UTC+1 | 20:45 UTC+1      |                                                                              |                 |            | München, Tyskland Publik: 70 000 Domare: Jonas Eriksson (Sverige) | München, Tyskland Publik: 70 000 Domare: Jonas Eriksson (Sverige) |
| 20:45 UTC+1 | 20:45 UTC+1      |                                                                              |                 |            | München, Tyskland Publik: 70 000 Domare: Jonas Eriksson (Sverige) | München, Tyskland Publik: 70 000 Domare: Jonas Eriksson (Sverige) |

|             | 9 december 2015 | Dinamo Zagreb | 0 – 2           | Bayern München              | Maksimirstadion                                                        |                                                                        |
| 20:45 UTC+1 | 20:45 UTC+1     |               | (0 – 0) Rapport | Robert Lewandowski 61′, 64′ | Zagreb, Kroatien Publik: 19 681 Domare: Martin Strömbergsson (Sverige) | Zagreb, Kroatien Publik: 19 681 Domare: Martin Strömbergsson (Sverige) |
| 20:45 UTC+1 | 20:45 UTC+1     |               |                 |                             | Zagreb, Kroatien Publik: 19 681 Domare: Martin Strömbergsson (Sverige) | Zagreb, Kroatien Publik: 19 681 Domare: Martin Strömbergsson (Sverige) |
| 20:45 UTC+1 | 20:45 UTC+1     |               |                 |                             | Zagreb, Kroatien Publik: 19 681 Domare: Martin Strömbergsson (Sverige) | Zagreb, Kroatien Publik: 19 681 Domare: Martin Strömbergsson (Sverige) |

|             | 9 december 2015 | Olympiakos | 0 – 3           | Arsenal                             | Karaiskakis-stadion                                              |                                                                  |
| 20:45 UTC+1 | 20:45 UTC+1     |            | (0 – 1) Rapport | Olivier Giroud 29′, 49′, 67′ (str.) | Pireus, Grekland Publik: 31 388 Domare: Nicola Rizzoli (Italien) | Pireus, Grekland Publik: 31 388 Domare: Nicola Rizzoli (Italien) |
| 20:45 UTC+1 | 20:45 UTC+1     |            |                 |                                     | Pireus, Grekland Publik: 31 388 Domare: Nicola Rizzoli (Italien) | Pireus, Grekland Publik: 31 388 Domare: Nicola Rizzoli (Italien) |
| 20:45 UTC+1 | 20:45 UTC+1     |            |                 |                                     | Pireus, Grekland Publik: 31 388 Domare: Nicola Rizzoli (Italien) | Pireus, Grekland Publik: 31 388 Domare: Nicola Rizzoli (Italien) |

### Grupp G
| Nr | Lag              | S | V | O | F | GM | IM | MS  | P  |
| -- | ---------------- | - | - | - | - | -- | -- | --- | -- |
| 1  | Chelsea          | 6 | 4 | 1 | 1 | 13 | 3  | +10 | 13 |
| 2  | Dynamo Kiev      | 6 | 3 | 2 | 1 | 8  | 4  | +4  | 11 |
| 3  | Porto            | 6 | 3 | 1 | 2 | 9  | 8  | +1  | 10 |
| 4  | Maccabi Tel Aviv | 6 | 0 | 0 | 6 | 1  | 16 | −15 | 0  |

|             | 16 september 2015 | Dynamo Kiev                           | 2 – 2           | Porto                      | Olympiastadion                                              |                                                             |
| 20:45 UTC+2 | 20:45 UTC+2       | Oleh Husiev 20′ Vitalij Bujalskij 89′ | (1 – 1) Rapport | Vincent Aboubakar 23′, 81′ | Kiev, Ukraina Publik: 52 369 Domare: Felix Brych (Tyskland) | Kiev, Ukraina Publik: 52 369 Domare: Felix Brych (Tyskland) |
| 20:45 UTC+2 | 20:45 UTC+2       |                                       |                 |                            | Kiev, Ukraina Publik: 52 369 Domare: Felix Brych (Tyskland) | Kiev, Ukraina Publik: 52 369 Domare: Felix Brych (Tyskland) |
| 20:45 UTC+2 | 20:45 UTC+2       |                                       |                 |                            | Kiev, Ukraina Publik: 52 369 Domare: Felix Brych (Tyskland) | Kiev, Ukraina Publik: 52 369 Domare: Felix Brych (Tyskland) |

|             | 16 september 2015 | Chelsea                                                          | 4 – 0           | Maccabi Tel Aviv | Stamford Bridge                                                |                                                                |
| 20:45 UTC+2 | 20:45 UTC+2       | Willian 15′ Oscar 45+4′ (str.) Diego Costa 58′ Cesc Fàbregas 78′ | (2 – 0) Rapport |                  | London, England Publik: 40 684 Domare: Felix Zwayer (Tyskland) | London, England Publik: 40 684 Domare: Felix Zwayer (Tyskland) |
| 20:45 UTC+2 | 20:45 UTC+2       |                                                                  |                 |                  | London, England Publik: 40 684 Domare: Felix Zwayer (Tyskland) | London, England Publik: 40 684 Domare: Felix Zwayer (Tyskland) |
| 20:45 UTC+2 | 20:45 UTC+2       |                                                                  |                 |                  | London, England Publik: 40 684 Domare: Felix Zwayer (Tyskland) | London, England Publik: 40 684 Domare: Felix Zwayer (Tyskland) |

|             | 29 september 2015 | Maccabi Tel Aviv | 0 – 2           | Dynamo Kiev                            | Itztadion Sammy Ofer                                                    |                                                                         |
| 20:45 UTC+2 | 20:45 UTC+2       |                  | (0 – 1) Rapport | Andrij Jarmolenko 4′ Júnior Moraes 50′ | Haifa, Israel Publik: 27 100 Domare: David Fernández Borbalán (Spanien) | Haifa, Israel Publik: 27 100 Domare: David Fernández Borbalán (Spanien) |
| 20:45 UTC+2 | 20:45 UTC+2       |                  |                 |                                        | Haifa, Israel Publik: 27 100 Domare: David Fernández Borbalán (Spanien) | Haifa, Israel Publik: 27 100 Domare: David Fernández Borbalán (Spanien) |
| 20:45 UTC+2 | 20:45 UTC+2       |                  |                 |                                        | Haifa, Israel Publik: 27 100 Domare: David Fernández Borbalán (Spanien) | Haifa, Israel Publik: 27 100 Domare: David Fernández Borbalán (Spanien) |

|             | 29 september 2015 | Porto                      | 2 – 1           | Chelsea       | Estádio do Dragão                                                    |                                                                      |
| 20:45 UTC+2 | 20:45 UTC+2       | André André 39′ Maicon 52′ | (1 – 1) Rapport | Willian 45+2′ | Porto, Portugal Publik: 46 120 Domare: Antonio Mateu Lahoz (Spanien) | Porto, Portugal Publik: 46 120 Domare: Antonio Mateu Lahoz (Spanien) |
| 20:45 UTC+2 | 20:45 UTC+2       |                            |                 |               | Porto, Portugal Publik: 46 120 Domare: Antonio Mateu Lahoz (Spanien) | Porto, Portugal Publik: 46 120 Domare: Antonio Mateu Lahoz (Spanien) |
| 20:45 UTC+2 | 20:45 UTC+2       |                            |                 |               | Porto, Portugal Publik: 46 120 Domare: Antonio Mateu Lahoz (Spanien) | Porto, Portugal Publik: 46 120 Domare: Antonio Mateu Lahoz (Spanien) |

|             | 20 oktober 2015 | Porto                                    | 2 – 0           | Maccabi Tel Aviv | Estádio do Dragão                                                 |                                                                   |
| 20:45 UTC+2 | 20:45 UTC+2     | Vincent Aboubakar 37′ Yacine Brahimi 41′ | (2 – 0) Rapport |                  | Porto, Portugal Publik: 35 209 Domare: Clément Turpin (Frankrike) | Porto, Portugal Publik: 35 209 Domare: Clément Turpin (Frankrike) |
| 20:45 UTC+2 | 20:45 UTC+2     |                                          |                 |                  | Porto, Portugal Publik: 35 209 Domare: Clément Turpin (Frankrike) | Porto, Portugal Publik: 35 209 Domare: Clément Turpin (Frankrike) |
| 20:45 UTC+2 | 20:45 UTC+2     |                                          |                 |                  | Porto, Portugal Publik: 35 209 Domare: Clément Turpin (Frankrike) | Porto, Portugal Publik: 35 209 Domare: Clément Turpin (Frankrike) |

|             | 20 oktober 2015 | Dynamo Kiev | 0 – 0   | Chelsea | Olympiastadion                                                 |                                                                |
| 20:45 UTC+2 | 20:45 UTC+2     |             | Rapport |         | Kiev, Ukraina Publik: 60 291 Domare: Damir Skomina (Slovenien) | Kiev, Ukraina Publik: 60 291 Domare: Damir Skomina (Slovenien) |
| 20:45 UTC+2 | 20:45 UTC+2     |             |         |         | Kiev, Ukraina Publik: 60 291 Domare: Damir Skomina (Slovenien) | Kiev, Ukraina Publik: 60 291 Domare: Damir Skomina (Slovenien) |
| 20:45 UTC+2 | 20:45 UTC+2     |             |         |         | Kiev, Ukraina Publik: 60 291 Domare: Damir Skomina (Slovenien) | Kiev, Ukraina Publik: 60 291 Domare: Damir Skomina (Slovenien) |

|             | 4 november 2015 | Maccabi Tel Aviv       | 1 – 3           | Porto                                               | Itztadion Sammy Ofer                                                    |                                                                         |
| 20:45 UTC+1 | 20:45 UTC+1     | Eran Zahavi 75′ (str.) | (0 – 1) Rapport | Cristian Tello 19′ André André 49′ Miguel Layún 72′ | Haifa, Israel Publik: 26 646 Domare: Anastasios Sidiropoulos (Grekland) | Haifa, Israel Publik: 26 646 Domare: Anastasios Sidiropoulos (Grekland) |
| 20:45 UTC+1 | 20:45 UTC+1     |                        |                 |                                                     | Haifa, Israel Publik: 26 646 Domare: Anastasios Sidiropoulos (Grekland) | Haifa, Israel Publik: 26 646 Domare: Anastasios Sidiropoulos (Grekland) |
| 20:45 UTC+1 | 20:45 UTC+1     |                        |                 |                                                     | Haifa, Israel Publik: 26 646 Domare: Anastasios Sidiropoulos (Grekland) | Haifa, Israel Publik: 26 646 Domare: Anastasios Sidiropoulos (Grekland) |

|             | 4 november 2015 | Chelsea                                    | 2 – 1           | Dynamo Kiev             | Stamford Bridge                                                  |                                                                  |
| 20:45 UTC+1 | 20:45 UTC+1     | Aleksandar Dragović 34′ (sjm.) Willian 83′ | (1 – 0) Rapport | Aleksandar Dragović 78′ | London, England Publik: 41 241 Domare: Pavel Královec (Tjeckien) | London, England Publik: 41 241 Domare: Pavel Královec (Tjeckien) |
| 20:45 UTC+1 | 20:45 UTC+1     |                                            |                 |                         | London, England Publik: 41 241 Domare: Pavel Královec (Tjeckien) | London, England Publik: 41 241 Domare: Pavel Královec (Tjeckien) |
| 20:45 UTC+1 | 20:45 UTC+1     |                                            |                 |                         | London, England Publik: 41 241 Domare: Pavel Královec (Tjeckien) | London, England Publik: 41 241 Domare: Pavel Královec (Tjeckien) |

|             | 24 november 2015 | Porto | 0 – 2           | Dynamo Kiev                                      | Estádio do Dragão                                                        |                                                                          |
| 20:45 UTC+1 | 20:45 UTC+1      |       | (0 – 1) Rapport | Andrij Jarmolenko 35′ (str.) Derlis González 64′ | Porto, Portugal Publik: 31 220 Domare: Carlos Velasco Carballo (Spanien) | Porto, Portugal Publik: 31 220 Domare: Carlos Velasco Carballo (Spanien) |
| 20:45 UTC+1 | 20:45 UTC+1      |       |                 |                                                  | Porto, Portugal Publik: 31 220 Domare: Carlos Velasco Carballo (Spanien) | Porto, Portugal Publik: 31 220 Domare: Carlos Velasco Carballo (Spanien) |
| 20:45 UTC+1 | 20:45 UTC+1      |       |                 |                                                  | Porto, Portugal Publik: 31 220 Domare: Carlos Velasco Carballo (Spanien) | Porto, Portugal Publik: 31 220 Domare: Carlos Velasco Carballo (Spanien) |

|             | 24 november 2015 | Maccabi Tel Aviv | 0 – 4           | Chelsea                                                | Itztadion Sammy Ofer                                                    |                                                                         |
| 20:45 UTC+1 | 20:45 UTC+1      |                  | (0 – 1) Rapport | Gary Cahill 20′ Willian 73′ Oscar 77′ Kurt Zouma 90+1′ | Haifa, Israel Publik: 29 121 Domare: Alberto Undiano Mallenco (Spanien) | Haifa, Israel Publik: 29 121 Domare: Alberto Undiano Mallenco (Spanien) |
| 20:45 UTC+1 | 20:45 UTC+1      |                  |                 |                                                        | Haifa, Israel Publik: 29 121 Domare: Alberto Undiano Mallenco (Spanien) | Haifa, Israel Publik: 29 121 Domare: Alberto Undiano Mallenco (Spanien) |
| 20:45 UTC+1 | 20:45 UTC+1      |                  |                 |                                                        | Haifa, Israel Publik: 29 121 Domare: Alberto Undiano Mallenco (Spanien) | Haifa, Israel Publik: 29 121 Domare: Alberto Undiano Mallenco (Spanien) |

|             | 9 december 2015 | Dynamo Kiev       | 1 – 0           | Maccabi Tel Aviv | Olympiastadion | |
| 20:45 UTC+1 | 20:45 UTC+1     | Denys Harmash 16′ | (1 – 0) Rapport |                  | Kiev, Ukraina Publik: 475<refgroup="not">MatchenspeladesbakomstängdadörrarpågrundavbestraffningfrånUefa.</ref> Domare: Björn Kuipers (Nederländerna) | Kiev, Ukraina Publik: 475<refgroup="not">MatchenspeladesbakomstängdadörrarpågrundavbestraffningfrånUefa.</ref> Domare: Björn Kuipers (Nederländerna) |
| 20:45 UTC+1 | 20:45 UTC+1     |                   |                 |                  | Kiev, Ukraina Publik: 475<refgroup="not">MatchenspeladesbakomstängdadörrarpågrundavbestraffningfrånUefa.</ref> Domare: Björn Kuipers (Nederländerna) | Kiev, Ukraina Publik: 475<refgroup="not">MatchenspeladesbakomstängdadörrarpågrundavbestraffningfrånUefa.</ref> Domare: Björn Kuipers (Nederländerna) |
| 20:45 UTC+1 | 20:45 UTC+1     |                   |                 |                  | Kiev, Ukraina Publik: 475<refgroup="not">MatchenspeladesbakomstängdadörrarpågrundavbestraffningfrånUefa.</ref> Domare: Björn Kuipers (Nederländerna) | Kiev, Ukraina Publik: 475<refgroup="not">MatchenspeladesbakomstängdadörrarpågrundavbestraffningfrånUefa.</ref> Domare: Björn Kuipers (Nederländerna) |

|             | 9 december 2015 | Chelsea                             | 2 – 0           | Porto | Stamford Bridge                                               |                                                               |
| 20:45 UTC+1 | 20:45 UTC+1     | Iván Marcano 12′ (sjm.) Willian 52′ | (1 – 0) Rapport |       | London, England Publik: 41 096 Domare: Cüneyt Çakır (Turkiet) | London, England Publik: 41 096 Domare: Cüneyt Çakır (Turkiet) |
| 20:45 UTC+1 | 20:45 UTC+1     |                                     |                 |       | London, England Publik: 41 096 Domare: Cüneyt Çakır (Turkiet) | London, England Publik: 41 096 Domare: Cüneyt Çakır (Turkiet) |
| 20:45 UTC+1 | 20:45 UTC+1     |                                     |                 |       | London, England Publik: 41 096 Domare: Cüneyt Çakır (Turkiet) | London, England Publik: 41 096 Domare: Cüneyt Çakır (Turkiet) |

### Grupp H
| Nr | Lag                    | S | V | O | F | GM | IM | MS | P  |
| -- | ---------------------- | - | - | - | - | -- | -- | -- | -- |
| 1  | Zenit Sankt Petersburg | 6 | 5 | 0 | 1 | 13 | 6  | +7 | 15 |
| 2  | Gent                   | 6 | 3 | 1 | 2 | 8  | 7  | +1 | 10 |
| 3  | Valencia               | 6 | 2 | 0 | 4 | 5  | 9  | −4 | 6  |
| 4  | Lyon                   | 6 | 1 | 1 | 4 | 5  | 9  | −4 | 4  |

|             | 16 september 2015 | Valencia                         | 2 – 3           | Zent Saint Petersburg        | Mestalla                                                           |                                                                    |
| 20:45 UTC+2 | 20:45 UTC+2       | João Cancelo 55′ André Gomes 73′ | (0 – 2) Rapport | Hulk 9′, 44′ Axel Witsel 76′ | Valencia, Spanien Publik: 28 005 Domare: Craig Thomson (Skottland) | Valencia, Spanien Publik: 28 005 Domare: Craig Thomson (Skottland) |
| 20:45 UTC+2 | 20:45 UTC+2       |                                  |                 |                              | Valencia, Spanien Publik: 28 005 Domare: Craig Thomson (Skottland) | Valencia, Spanien Publik: 28 005 Domare: Craig Thomson (Skottland) |
| 20:45 UTC+2 | 20:45 UTC+2       |                                  |                 |                              | Valencia, Spanien Publik: 28 005 Domare: Craig Thomson (Skottland) | Valencia, Spanien Publik: 28 005 Domare: Craig Thomson (Skottland) |

|             | 16 september 2015 | Gent                  | 1 – 1           | Lyon                  | Ghelamco Arena                                                  |                                                                 |
| 20:45 UTC+2 | 20:45 UTC+2       | Danijel Miličević 68′ | (0 – 0) Rapport | Christophe Jallet 58′ | Gent, Belgien Publik: 19 601 Domare: William Collum (Skottland) | Gent, Belgien Publik: 19 601 Domare: William Collum (Skottland) |
| 20:45 UTC+2 | 20:45 UTC+2       |                       |                 |                       | Gent, Belgien Publik: 19 601 Domare: William Collum (Skottland) | Gent, Belgien Publik: 19 601 Domare: William Collum (Skottland) |
| 20:45 UTC+2 | 20:45 UTC+2       |                       |                 |                       | Gent, Belgien Publik: 19 601 Domare: William Collum (Skottland) | Gent, Belgien Publik: 19 601 Domare: William Collum (Skottland) |

|             | 29 september 2015 | Lyon | 0 – 1           | Valencia             | Stade de Gerland                                               |                                                                |
| 20:45 UTC+2 | 20:45 UTC+2       |      | (0 – 1) Rapport | Sofiane Feghouli 42′ | Lyon, Frankrike Publik: 33 534 Domare: Milorad Mažić (Serbien) | Lyon, Frankrike Publik: 33 534 Domare: Milorad Mažić (Serbien) |
| 20:45 UTC+2 | 20:45 UTC+2       |      |                 |                      | Lyon, Frankrike Publik: 33 534 Domare: Milorad Mažić (Serbien) | Lyon, Frankrike Publik: 33 534 Domare: Milorad Mažić (Serbien) |
| 20:45 UTC+2 | 20:45 UTC+2       |      |                 |                      | Lyon, Frankrike Publik: 33 534 Domare: Milorad Mažić (Serbien) | Lyon, Frankrike Publik: 33 534 Domare: Milorad Mažić (Serbien) |

|             | 29 september 2015 | Zenit Saint Petersburg            | 2 – 1           | Gent              | Petrovskijstadion                                                       |                                                                         |
| 20:45 UTC+2 | 20:45 UTC+2       | Artjom Dzjuba 35′ Oleg Sjatov 67′ | (1 – 0) Rapport | Thomas Matton 56′ | Sankt Petersburg, Ryssland Publik: 18 095 Domare: Matej Jug (Slovenien) | Sankt Petersburg, Ryssland Publik: 18 095 Domare: Matej Jug (Slovenien) |
| 20:45 UTC+2 | 20:45 UTC+2       |                                   |                 |                   | Sankt Petersburg, Ryssland Publik: 18 095 Domare: Matej Jug (Slovenien) | Sankt Petersburg, Ryssland Publik: 18 095 Domare: Matej Jug (Slovenien) |
| 20:45 UTC+2 | 20:45 UTC+2       |                                   |                 |                   | Sankt Petersburg, Ryssland Publik: 18 095 Domare: Matej Jug (Slovenien) | Sankt Petersburg, Ryssland Publik: 18 095 Domare: Matej Jug (Slovenien) |

|             | 20 oktober 2015 | Zenit Saint Petersburg              | 3 – 1           | Lyon                    | Petrovskijstadion                                                           |                                                                             |
| 20:45 UTC+2 | 20:45 UTC+2     | Artyom Dzyuba 3′ Hulk 56′ Danny 82′ | (1 – 0) Rapport | Alexandre Lacazette 49′ | Sankt Petersburg, Ryssland Publik: 17 517 Domare: Martin Atkinson (England) | Sankt Petersburg, Ryssland Publik: 17 517 Domare: Martin Atkinson (England) |
| 20:45 UTC+2 | 20:45 UTC+2     |                                     |                 |                         | Sankt Petersburg, Ryssland Publik: 17 517 Domare: Martin Atkinson (England) | Sankt Petersburg, Ryssland Publik: 17 517 Domare: Martin Atkinson (England) |
| 20:45 UTC+2 | 20:45 UTC+2     |                                     |                 |                         | Sankt Petersburg, Ryssland Publik: 17 517 Domare: Martin Atkinson (England) | Sankt Petersburg, Ryssland Publik: 17 517 Domare: Martin Atkinson (England) |

|             | 20 oktober 2015 | Valencia                                        | 2 – 1           | Gent             | Mestalla                                                         |                                                                  |
| 20:45 UTC+2 | 20:45 UTC+2     | Sofiane Feghouli 15′ Stefan Mitrović 72′ (sjm.) | (1 – 1) Rapport | Thomas Foket 40′ | Valencia, Spanien Publik: 38 207 Domare: Felix Zwayer (Tyskland) | Valencia, Spanien Publik: 38 207 Domare: Felix Zwayer (Tyskland) |
| 20:45 UTC+2 | 20:45 UTC+2     |                                                 |                 |                  | Valencia, Spanien Publik: 38 207 Domare: Felix Zwayer (Tyskland) | Valencia, Spanien Publik: 38 207 Domare: Felix Zwayer (Tyskland) |
| 20:45 UTC+2 | 20:45 UTC+2     |                                                 |                 |                  | Valencia, Spanien Publik: 38 207 Domare: Felix Zwayer (Tyskland) | Valencia, Spanien Publik: 38 207 Domare: Felix Zwayer (Tyskland) |

|             | 4 november 2015 | Lyon | 0 – 2           | Zenit Saint Petersburg | Stade de Gerland                                              |                                                               |
| 20:45 UTC+1 | 20:45 UTC+1     |      | (0 – 1) Rapport | Artjom Dzjuba 25′, 57′ | Lyon, Frankrike Publik: 30 173 Domare: Felix Brych (Tyskland) | Lyon, Frankrike Publik: 30 173 Domare: Felix Brych (Tyskland) |
| 20:45 UTC+1 | 20:45 UTC+1     |      |                 |                        | Lyon, Frankrike Publik: 30 173 Domare: Felix Brych (Tyskland) | Lyon, Frankrike Publik: 30 173 Domare: Felix Brych (Tyskland) |
| 20:45 UTC+1 | 20:45 UTC+1     |      |                 |                        | Lyon, Frankrike Publik: 30 173 Domare: Felix Brych (Tyskland) | Lyon, Frankrike Publik: 30 173 Domare: Felix Brych (Tyskland) |

|             | 4 november 2015 | Gent                 | 1 – 0           | Valencia | Ghelamco Arena                                                |                                                               |
| 20:45 UTC+1 | 20:45 UTC+1     | Sven Kums 49′ (str.) | (0 – 0) Rapport |          | Gent, Belgien Publik: 19 452 Domare: Daniele Orsato (Italien) | Gent, Belgien Publik: 19 452 Domare: Daniele Orsato (Italien) |
| 20:45 UTC+1 | 20:45 UTC+1     |                      |                 |          | Gent, Belgien Publik: 19 452 Domare: Daniele Orsato (Italien) | Gent, Belgien Publik: 19 452 Domare: Daniele Orsato (Italien) |
| 20:45 UTC+1 | 20:45 UTC+1     |                      |                 |          | Gent, Belgien Publik: 19 452 Domare: Daniele Orsato (Italien) | Gent, Belgien Publik: 19 452 Domare: Daniele Orsato (Italien) |

|             | 24 november 2015 | Zenit Sankt Petersburg            | 2 – 0           | Valencia | Petrovskijstadion                                                           |                                                                             |
| 18:00 UTC+1 | 18:00 UTC+1      | Oleg Sjatov 15′ Artjom Dzjuba 74′ | (1 – 0) Rapport |          | Sankt Petersburg, Ryssland Publik: 17 002 Domare: Svein Oddvar Moen (Norge) | Sankt Petersburg, Ryssland Publik: 17 002 Domare: Svein Oddvar Moen (Norge) |
| 18:00 UTC+1 | 18:00 UTC+1      |                                   |                 |          | Sankt Petersburg, Ryssland Publik: 17 002 Domare: Svein Oddvar Moen (Norge) | Sankt Petersburg, Ryssland Publik: 17 002 Domare: Svein Oddvar Moen (Norge) |
| 18:00 UTC+1 | 18:00 UTC+1      |                                   |                 |          | Sankt Petersburg, Ryssland Publik: 17 002 Domare: Svein Oddvar Moen (Norge) | Sankt Petersburg, Ryssland Publik: 17 002 Domare: Svein Oddvar Moen (Norge) |

|             | 24 november 2015 | Lyon            | 1 – 2           | Gent                                         | Stade de Gerland                                                  |                                                                   |
| 20:45 UTC+1 | 20:45 UTC+1      | Jordan Ferri 7′ | (1 – 1) Rapport | Danijel Milićević 32′ Kalifa Coulibaly 90+5′ | Lyon, Frankrike Publik: 30 206 Domare: Sergej Karasjev (Ryssland) | Lyon, Frankrike Publik: 30 206 Domare: Sergej Karasjev (Ryssland) |
| 20:45 UTC+1 | 20:45 UTC+1      |                 |                 |                                              | Lyon, Frankrike Publik: 30 206 Domare: Sergej Karasjev (Ryssland) | Lyon, Frankrike Publik: 30 206 Domare: Sergej Karasjev (Ryssland) |
| 20:45 UTC+1 | 20:45 UTC+1      |                 |                 |                                              | Lyon, Frankrike Publik: 30 206 Domare: Sergej Karasjev (Ryssland) | Lyon, Frankrike Publik: 30 206 Domare: Sergej Karasjev (Ryssland) |

|             | 9 december 2015 | Valencia | 0 – 2           | Lyon                                      | Mestalla                                                       |                                                                |
| 20:45 UTC+1 | 20:45 UTC+1     |          | (0 – 1) Rapport | Maxwel Cornet 37′ Alexandre Lacazette 76′ | Valencia, Spanien Publik: 32 494 Domare: Matej Jug (Slovenien) | Valencia, Spanien Publik: 32 494 Domare: Matej Jug (Slovenien) |
| 20:45 UTC+1 | 20:45 UTC+1     |          |                 |                                           | Valencia, Spanien Publik: 32 494 Domare: Matej Jug (Slovenien) | Valencia, Spanien Publik: 32 494 Domare: Matej Jug (Slovenien) |
| 20:45 UTC+1 | 20:45 UTC+1     |          |                 |                                           | Valencia, Spanien Publik: 32 494 Domare: Matej Jug (Slovenien) | Valencia, Spanien Publik: 32 494 Domare: Matej Jug (Slovenien) |

|             | 9 december 2015 | Gent                                       | 2 – 1           | Zenit Sankt Petersburg | Ghelamco Arena                                              |                                                             |
| 20:45 UTC+1 | 20:45 UTC+1     | Laurent Depoitre 18′ Danijel Milićević 78′ | (1 – 0) Rapport | Artyom Dzyuba 65′      | Gent, Belgien Publik: 19 978 Domare: Jorge Sousa (Portugal) | Gent, Belgien Publik: 19 978 Domare: Jorge Sousa (Portugal) |
| 20:45 UTC+1 | 20:45 UTC+1     |                                            |                 |                        | Gent, Belgien Publik: 19 978 Domare: Jorge Sousa (Portugal) | Gent, Belgien Publik: 19 978 Domare: Jorge Sousa (Portugal) |
| 20:45 UTC+1 | 20:45 UTC+1     |                                            |                 |                        | Gent, Belgien Publik: 19 978 Domare: Jorge Sousa (Portugal) | Gent, Belgien Publik: 19 978 Domare: Jorge Sousa (Portugal) |

Anmärkningslista
1. ↑  Regerande Champions League-mästare.
2. 1 2 3 4 5  Vinnare av playoff-omgången, "grupp" bäst placerade.
3. 1 2 3 4 5  Vinnare av playoff-omgången, "grupp" mästare.
4. 1 2 3  Sjachtar Donetsk spelar vanligtvis på Donbass Arena i Donetsk, som ligger i östra Ukraina. På grund av konflikten i östra Ukraina har gjort att man spelar sina matcher Lviv, som ligger i västra Ukraina.
5. 1 2 3  Maccabi Tel Aviv kommer att spela sina matcher på Itztadion Sammy Ofer, Haifa, istället för sin ordinarie hemmastadion Bloomfield Stadium, Tel Aviv.